# I Meridiani
(Motto della collana)

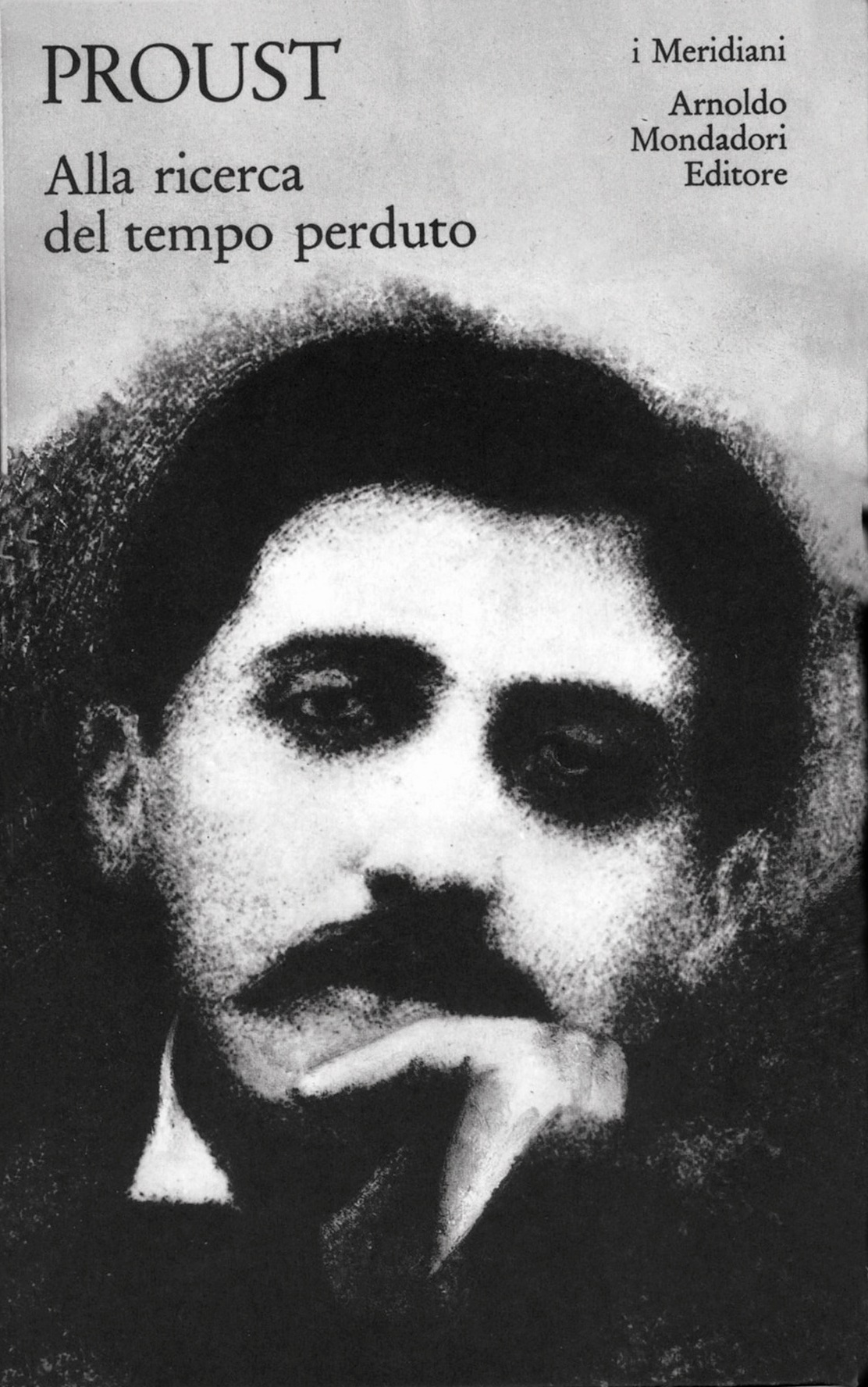
Copertina del primo volume di Alla ricerca del tempo perduto di Marcel Proust, pubblicato nel 1983 nella collana I Meridiani di Mondadori.

I Meridiani sono una collana editoriale italiana fondata nel settembre del 1969 da Vittorio Sereni per Arnoldo Mondadori con la volontà di proporre un «panorama di classici sempre contemporanei». Il primo volume fu quello dedicato alle poesie di Giuseppe Ungaretti, che contribuì personalmente all'allestimento.

## Storia
Nata in concorrenza con la prestigiosa collezione I millenni einaudiana, fu progettata da Sereni e da Alberto Mondadori, spinti dall'esigenza di ammodernamento della mondadoriana collana I Classici Contemporanei Italiani e Stranieri, aprendola ad autori non solo novecenteschi o già presenti nel catalogo Mondadori.
L'intento iniziale dichiarato era quello di creare, sull'esempio della Bibliothèque de la Pléiade francese, una collana di libri prestigiosa e raffinata (carta finissima, rilegatura elegante) che raccogliesse le opere dei maggiori scrittori e poeti italiani ed esteri, attingendo con prevalenza ad autori della casa editrice. Una «biblioteca ideale» dei grandi scrittori d'ogni tempo che si sviluppa tra narrativa e poesia, diari e saggi in una serie di volumi curati dai migliori esperti e traduttori. Nei primi quarant'anni di vita sono stati pubblicati 256 titoli (complessivamente 332 volumi), dedicati a 172 autori.
Nella collezione gli autori presenti abbracciano tutte le epoche storiche: dalla Grecia antica, al Medioevo, dal Rinascimento all'Ottocento, sino al Novecento. Accostando autori e titoli che spaziano dalla poesia italiana e straniera del XX secolo, alla narrativa classica e contemporanea, alla saggistica, alla filosofia, alla spiritualità, ha stabilito un canone di classici che si è imposto per autorevolezza. I volumi sono diventati più consistenti, arricchendosi di ricchi apparati di curatela con notizie sui testi e ampie cronologie. Nessun «blu», termine col quale s'indica il Meridiano, è mai andato fuori catalogo.

### Direttori della collana
Giansiro Ferrata fu il primo direttore della collana dal 1970; seguirono Luciano De Maria dal 1986 al 1992, Ernesto Ferrero dal 1993 al 1995.
Dal 1996 al giugno 2020 la direttrice è stata Renata Colorni, che è riuscita, per alcuni anni, a incrementare il numero delle pubblicazioni annuali dei «blu», dalle 7-8 tradizionali uscite fino a 13-14 titoli. Negli ultimi anni le nuove uscite si sono stabilizzate tra i 5 e 6 volumi. Durante la sua direzione, il catalogo si è accresciuto di tre quarti.
Da luglio 2020 il direttore della collana è stato temporaneamente il giovane poeta Marco Corsi. Da novembre 2020 è stato chiamato a dirigerla Alessandro Piperno.

### Iniziative collaterali
Oltre ai titoli classici, fu deciso di ampliare la collana. Ecco che sono nati due altri grandi filoni: i Meridiani Storia e i Meridiani Classici dello Spirito, che si presentano con un aspetto grafico leggermente diverso dai volumi della collana tradizionale. Dal 2005 al 2007 furono editi dei Meridiani della collana ad un prezzo accessibile ad un vasto pubblico, la serie dei Meridiani Collezione, a pubblicazione settimanale e vendita in edicole e librerie. La carta era meno pregiata di quella della serie originale, ma i testi erano identici.
Nel 2012 la collana dei Meridiani si ampliò: arrivarono i Meridiani paperback. Due erano le sue tipologie: la prima, one to one, che riproponeva in edizione economica una scelta limitata di titoli già usciti nel catalogo dei Meridiani; la seconda, novità, inaugurata nel maggio 2014, proponeva opere di autori classici e moderni che contengono materiali inediti. La serie si è interrotta presto, nel 2015.

## Volumi pubblicati in ordine alfabetico
- Shmuel Yosef Agnon (1888-1970)

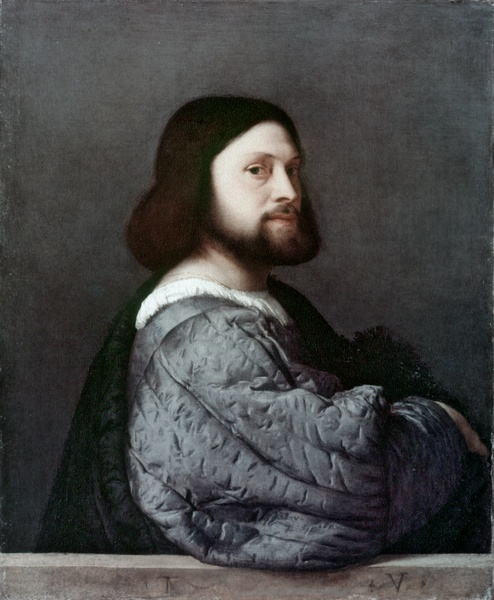
Ludovico Ariosto

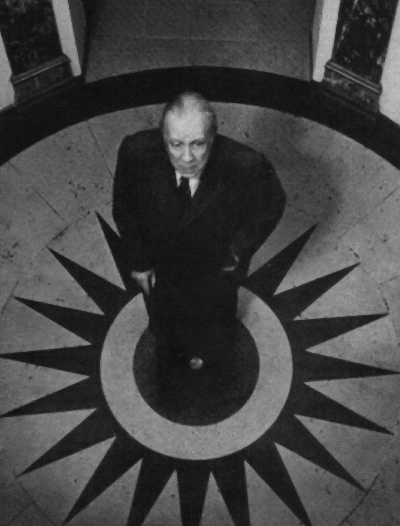
Jorge Luis Borges

Gabriele D'Annunzio

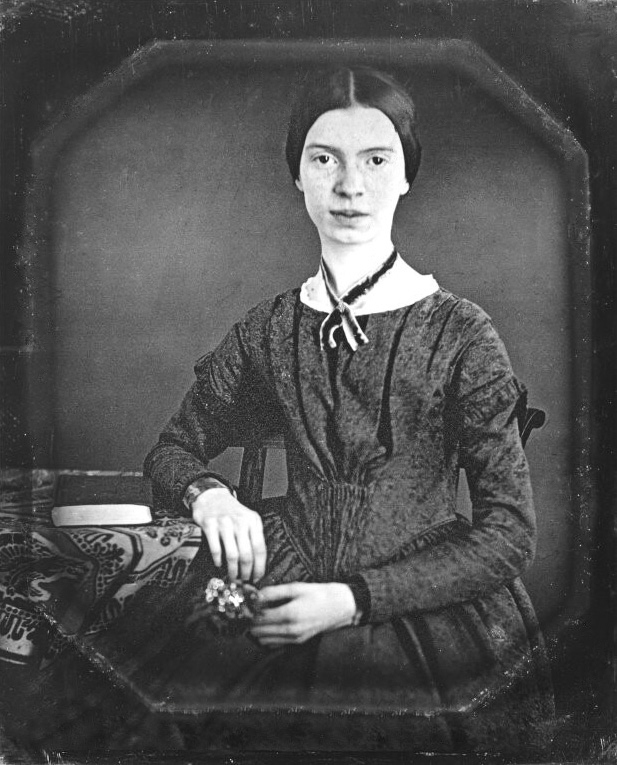
Emily Dickinson

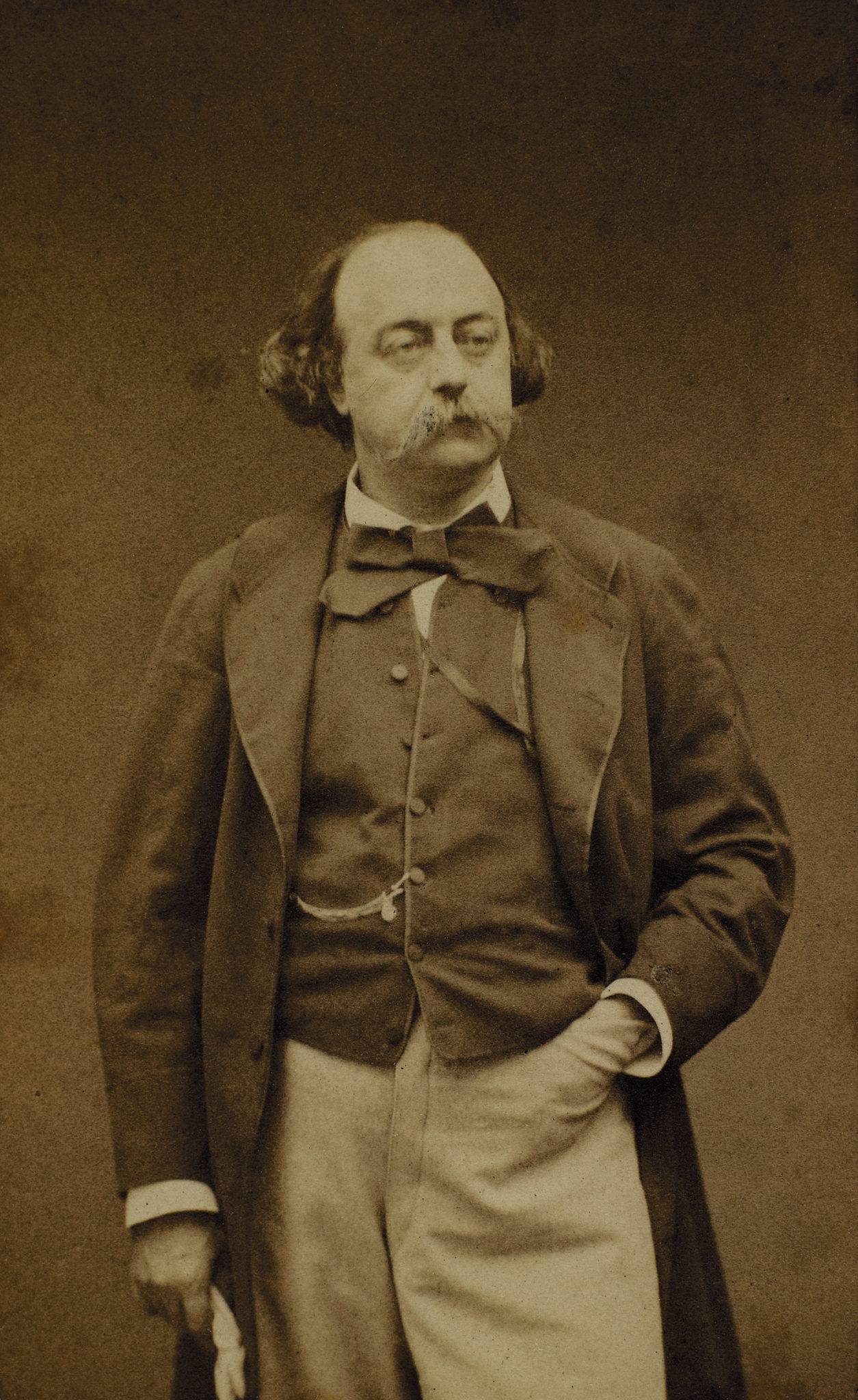
Gustave Flaubert

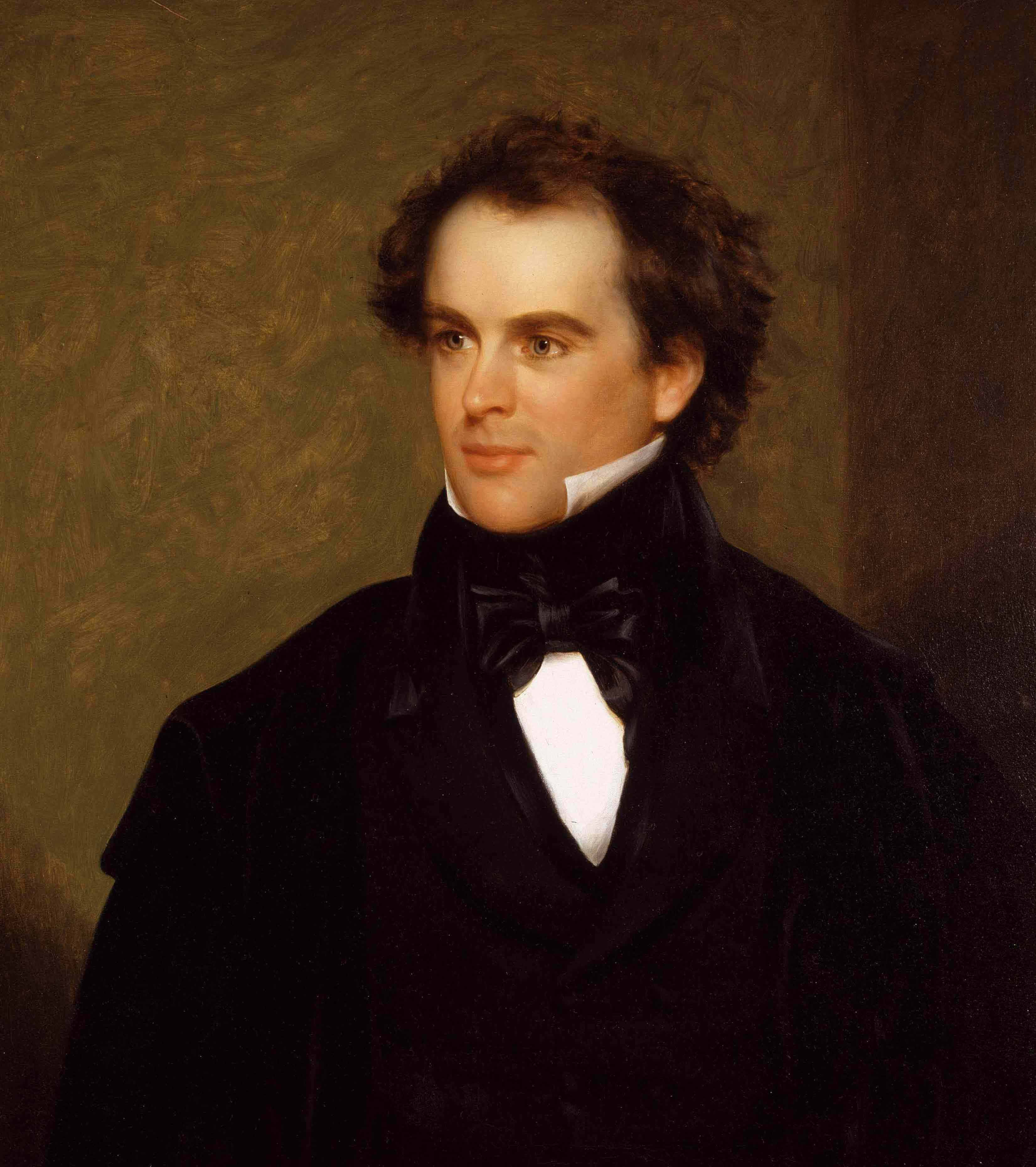
Nathaniel Hawthorne

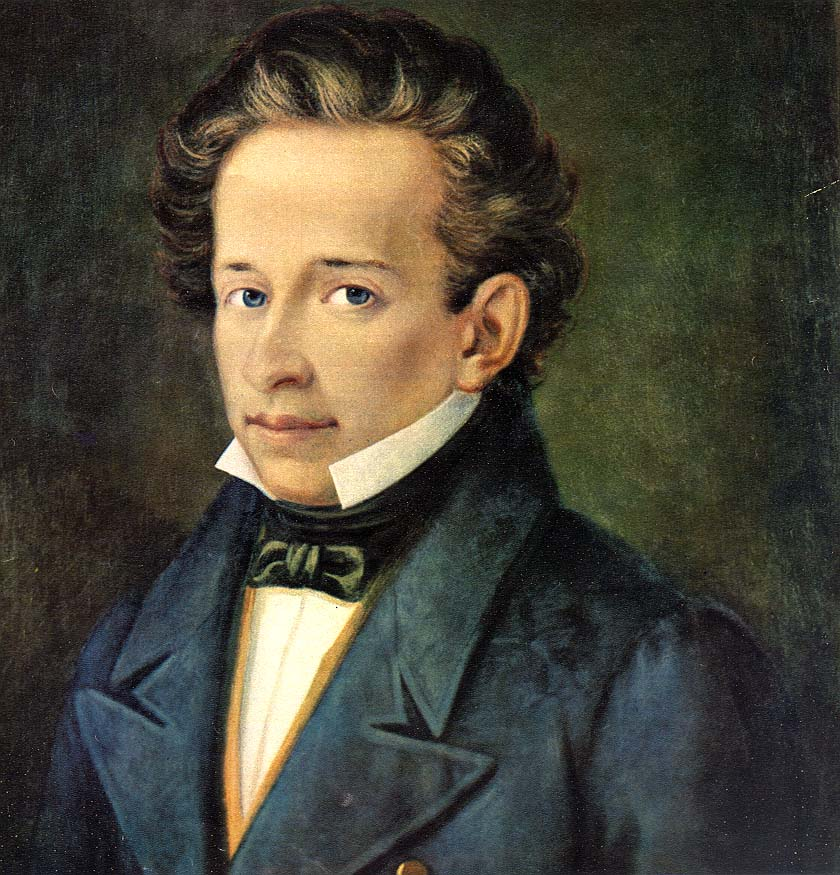
Giacomo Leopardi

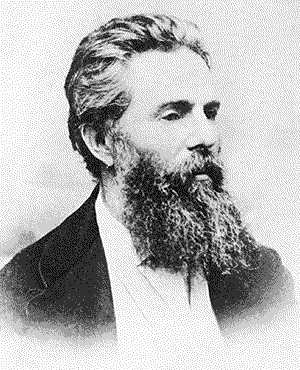
Herman Melville

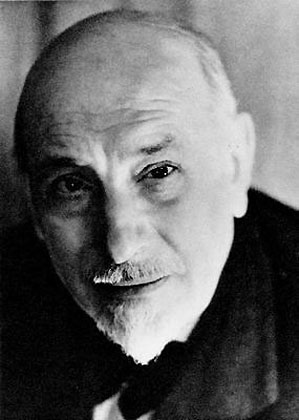
Luigi Pirandello

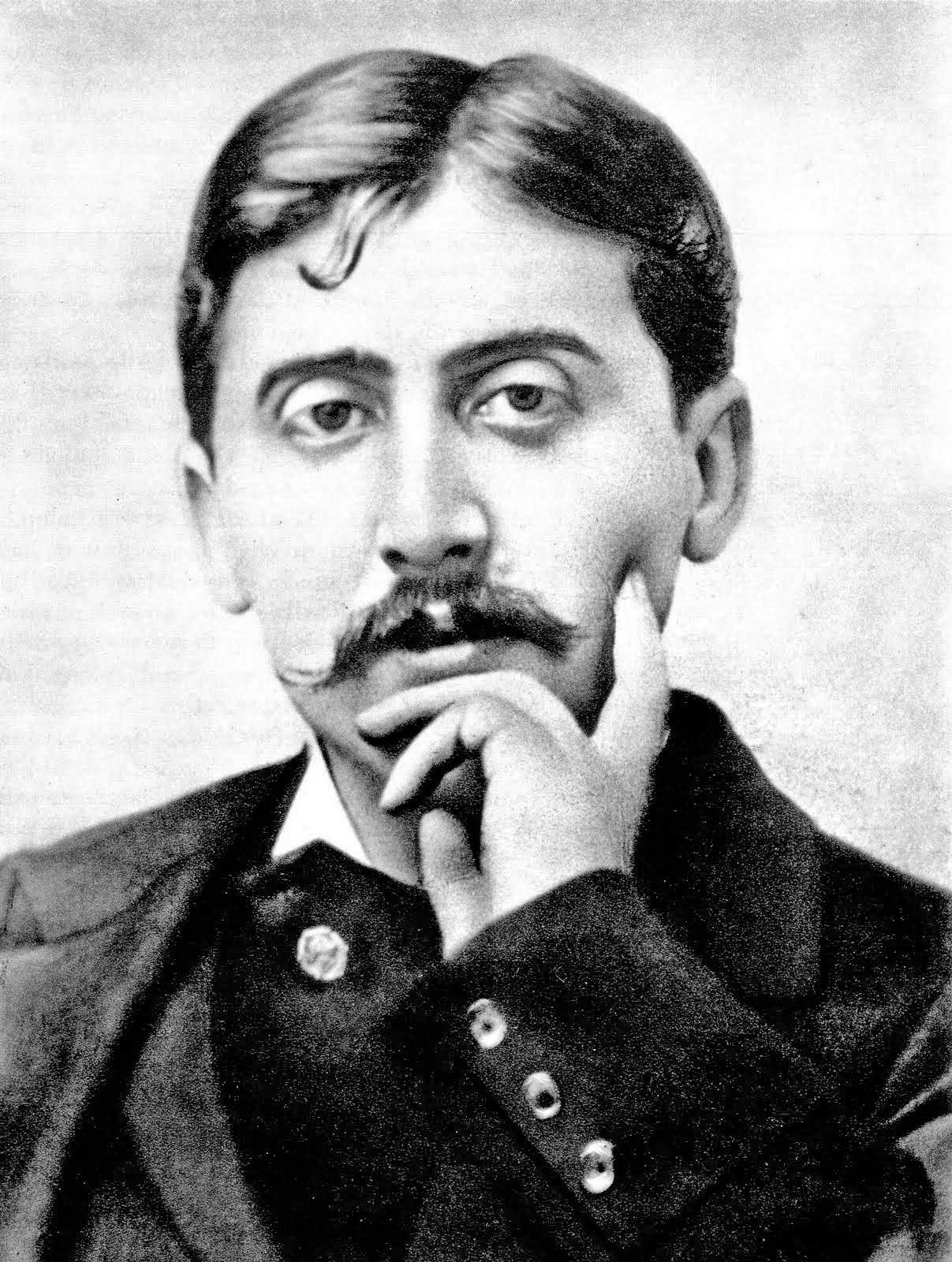
Marcel Proust

Ignazio Silone

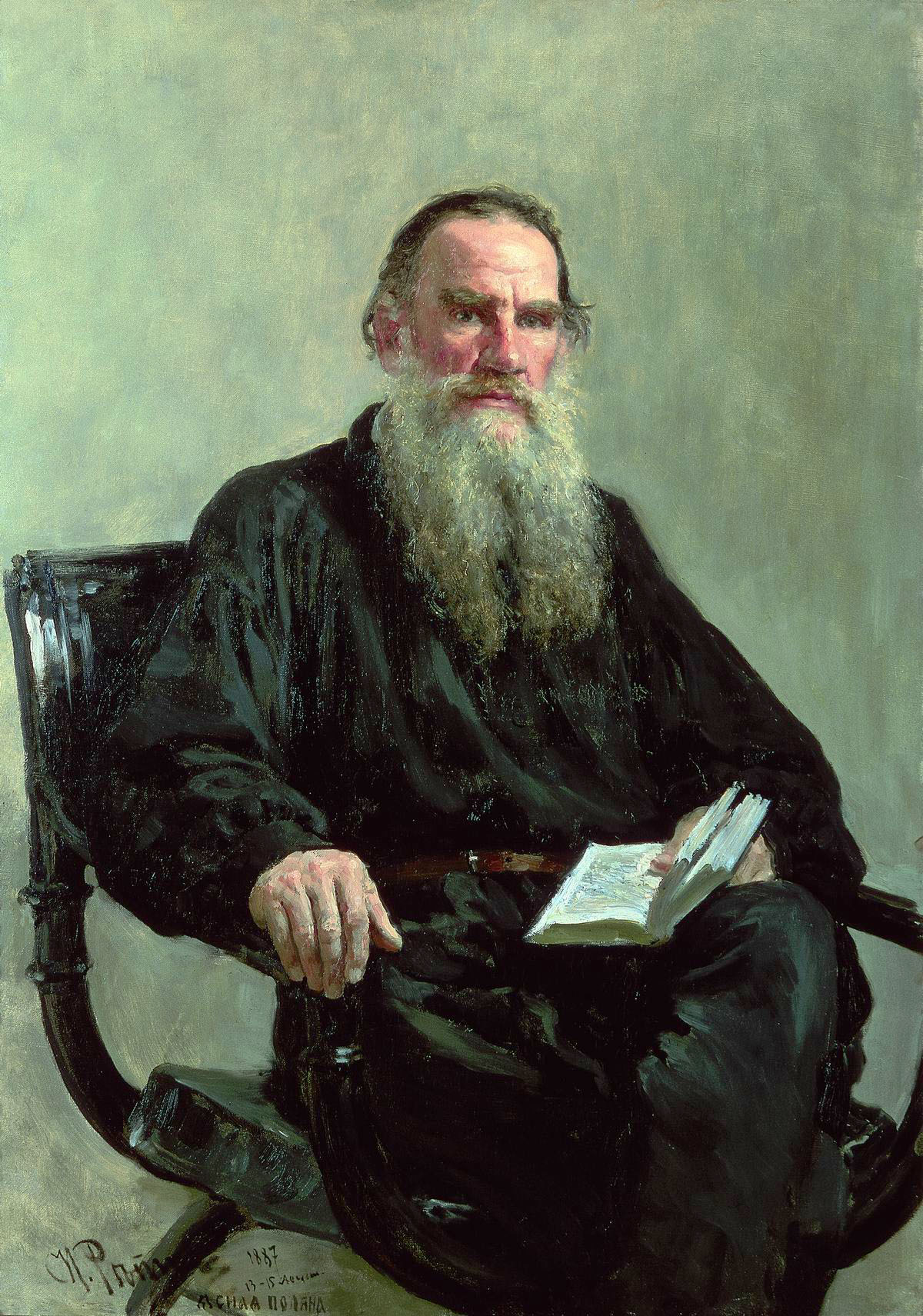
Lev Tolstoj

  - Opere scelte, 2 voll., a cura di Elena Loewenthal (in preparazione)
- Leon Battista Alberti (1404-1472)
  - Cantieri dell'Umanesimo, a cura e con un saggio introduttivo di Giulio Busi, 2023, pp. 1792, ISBN 978-88-047-1419-4
- Jorge Amado (1912-2001)
  - Romanzi, vol. I, a cura di Paolo Collo, con saggio introduttivo di Luciana Stegagno Picchio, 2002, pp. CXXIV-1932, ISBN 9788804503231
  - Romanzi, vol. II, a cura di P. Collo, con saggio introduttivo di L. Stegagno Picchio, 2002, pp. CXXIV-1428, ISBN 978-88-045-0324-8
    - 2 voll. in cofanetto, ISBN 978-88-045-0672-0
- Ivo Andrić (1892-1975)
  - Romanzi e racconti, a cura di Predrag Matvejević, traduzioni, note e cronologia a cura di Dunja Badnjević, 2001, pp. LXX-1528, ISBN 978-88-044-8939-9
- Antologia della poesia latina, a cura di Luca Canali, Alessandro Fo e Maurizio Pizzica, 1993, pp. XXX-1778, ISBN 978-88-043-6387-3
- Alberto Arbasino (1930-2020)
  - Romanzi e racconti, vol. I, a cura di Raffaele Manica, 2009, pp. CCXXVIII-1516, ISBN 978-88-045-8641-8
  - Romanzi e racconti, vol. II, a cura di R. Manica, 2010, pp. X-1766, ISBN 978-88-045-8642-5
    - 2 voll. in cofanetto, ISBN 978-88-045-9423-9
- Ludovico Ariosto (1474-1533)
  - Orlando furioso, a cura di Cesare Segre, 1976, pp. LII-1492, ISBN 978-88-041-2885-4
- Giovanni Arpino (1927-1987)
  - Opere scelte, a cura di Rolando Damiani, 2005, pp. CVIII-1908, ISBN 978-88-045-2643-8
- Alberto Asor Rosa (1933-2022)
  - Scritture critiche e d'invenzione, a cura di Luca Marcozzi, con uno scritto di Massimo Cacciari, saggio introduttivo di Corrado Bologna, 2020, pp. 2000, ISBN 978-88-047-2382-0
- Jane Austen (1775-1817)
  - Romanzi e altri scritti, vol. I (contiene: L'abbazia di Northanger, Ragione e sentimento, Orgoglio e pregiudizio, una scelta degli Juvenilia) a cura di Liliana Rampello, traduzioni di Susanna Basso, 2022, ISBN 978-88-047-1416-3
  - Romanzi e altri scritti, vol. II (contiene: Mansfield Park, Emma, Persuasione, Sanditon; pareri dei contemporanei, una selezione di lettere), a cura di Liliana Rampello, trad. di Susanna Basso e Francesca Pinchera, 2025, pp. 1680, ISBN  978-88-047-1417-0
- Isaak Babel' (1894-1941)
  - Tutte le opere, a cura di Adriano Dell'Asta, con uno scritto di Serena Vitale, traduzioni di Gianlorenzo Pacini, 2006, pp. CXLVIII-1492, ISBN 978-88-045-4923-9
- Honoré de Balzac (1799-1850)
  - La commedia umana (scelta), vol. I, a cura di Mariolina Bongiovanni Bertini, 1994, pp. XCVIII-1838, ISBN 978-88-043-9108-1
  - La commedia umana (scelta), vol. II, a cura di M. Bongiovanni Bertini, 2005, pp. LVI-1800, ISBN 978-88-045-1856-3
  - La commedia umana (scelta), vol. III, a cura di M. Bongiovanni Bertini, 2013, pp. 1570, ISBN 978-88-045-2177-8
- Anna Banti (1895-1985)
  - Romanzi e racconti, a cura di Fausta Garavini e Laura Desideri, 2013, pp. CLXIX-1789, ISBN 978-88-046-2710-4
- Giorgio Bassani (1916-2000)
  - Opere, a cura di Roberto Cotroneo, 1998, pp. XCIV-1858, ISBN 978-88-044-2261-7
- Charles Baudelaire (1821-1867)
  - Opere, a cura di Giovanni Raboni e Giuseppe Montesano, con introduzione di Giovanni Macchia, 1996, pp. LXXVI-1812, ISBN 978-88-044-1031-7 - ISBN 978-88-046-2363-2
- Samuel Beckett (1906-1989)
  - Romanzi, Teatro e Televisione, a cura di Gabriele Frasca, 2023, ISBN 978-88-047-2646-3
- Giuseppe Gioachino Belli (1791-1863)
  - Sonetti (scelta), a cura di Giorgio Vigolo con la collaborazione di Pietro Gibellini, 1978, pp. CXX-704, ISBN 978-88-041-3848-8
- Maria Bellonci (1902-1986)
  - Opere, vol. I, a cura di Ernesto Ferrero, 1994, pp. L-1454, ISBN 978-88-043-9109-8
  - Opere, vol. II, a cura di E. Ferrero, 1997, pp. CVIII-1564, ISBN 978-88-044-2263-1
    - 2 voll. in cofanetto, ISBN 978-88-044-3359-0
- Saul Bellow (1915-2005)
  - Romanzi, vol. I, a cura di Guido Fink, 2007, pp. CXII-1832, ISBN 978-88-045-6242-9
  - Romanzi, vol. II, a cura di G. Fink, 2008, pp. X-1992, ISBN 978-88-045-5216-1
    - 2 voll. in cofanetto, ISBN 978-88-045-7392-0
- Georges Bernanos (1888-1948)
  - Romanzi e Dialoghi delle carmelitane, a cura di Paola Messori, introduzione di Carlo Bo, 1998, pp. CXVIII-1410, ISBN 978-88-044-3587-7
- Attilio Bertolucci (1911-2000)
  - Opere, a cura di Paolo Lagazzi e Gabriella Palli Baroni, 1997, pp. XC-1832, ISBN 978-88-044-2260-0
- Alberto Bevilacqua (1934-2013)
  - Romanzi, a cura di Alberto Bertoni e Antonio Franchini, 2010, pp. CXX-1688, ISBN 978-88-045-9419-2
- Bibbia concordata. Antico Testamento, vol. I, a cura della Società Biblica di Ravenna, 1982, pp. XVIII-1326, ISBN 978-88-041-9599-3
- Bibbia concordata. Antico Testamento, vol. II, a cura della Società Biblica di Ravenna, 1982, pp. 1334, ISBN 978-88-041-9600-6
- Bibbia concordata. Nuovo Testamento, a cura della Società Biblica di Ravenna, 1982, pp. 812, ISBN 978-88-041-9601-3
  - 3 voll. in cofanetto, ISBN 978-88-041-9255-8
- Norberto Bobbio (1909-2004)
  - Etica e politica. Scritti di impegno civile, a cura di Marco Revelli, 2009, pp. CXXXVI-1720, ISBN 978-88-045-7314-2 - ISBN 978-88-046-3388-4
- Giovanni Boccaccio (1313-1375)
  - Decameron, a cura di Vittore Branca, 1985, pp. LX-1240, ISBN 978-88-042-4872-9
- Heinrich Böll (1917-1985)
  - Opere scelte, vol. I, a cura di Lucia Borghese, 1999, pp. CIV-1176, ISBN 978-88-044-5775-6
  - Opere scelte, vol. II, a cura di L. Borghese, 2001, pp. 1568, ISBN 978-88-044-8710-4
    - 2 voll. in cofanetto, ISBN 978-88-044-8723-4
- Yves Bonnefoy (1923-2016)
  - L'opera poetica, a cura di Fabio Scotto, traduzioni di Diana Grange Fiori e F. Scotto, 2010, pp. CXXXVI-1704, ISBN 978-88-045-9428-4
- Massimo Bontempelli (1878-1960)
  - Opere scelte, a cura di Luigi Baldacci, 1978, pp. LII-986, ISBN 978-88-041-5402-0
- Jorge Luis Borges (1899-1986)
  - Tutte le opere, vol. I, a cura di Domenico Porzio, 1984, pp. CXX-1302, ISBN 978-88-042-4811-8
  - Tutte le opere, vol. II, a cura di D. Porzio, 1985, pp. XXXII-1472, ISBN 978-88-042-7161-1
- Vitaliano Brancati (1907-1954)
  - Romanzi e saggi, a cura di Marco Dondero, con saggio introduttivo di Giulio Ferroni, 2003, pp. CXXII-1782, ISBN 978-88-045-1358-2
  - Racconti, teatro, scritti giornalistici, a cura di M. Dondero, con saggio introduttivo di G. Ferroni, 2003, pp. CXIV-1886, ISBN 978-88-045-1357-5
    - 2 voll. in cofanetto, ISBN 978-88-045-1356-8
- Michail Afanas'evič Bulgakov (1891-1940)
  - Romanzi e racconti, a cura di Marietta Čudakova, su progetto di Serena Vitale, 2000, pp. XCII-1732, ISBN 978-88-044-6918-6
- Dino Buzzati (1906-1972)
  - Opere scelte, a cura di Giulio Carnazzi, 1998, pp. LXVIII-1580, ISBN 978-88-044-3583-9, ISBN 978-88-046-2362-5 [ I ed., Romanzi e racconti, 1975]
- Italo Calvino (1923-1985)
  - Romanzi e racconti, vol. I, a cura di Claudio Milanini, Mario Barenghi e Bruno Falcetto, prefazione di Jean Starobinski, 1991, pp. LXXXVIII-1400, ISBN 978-88-043-4453-7
  - Romanzi e racconti, vol. II, a cura di C. Milanini, M. Barenghi e B. Falcetto, 1992, pp. XXXVIII-1490, ISBN 978-88-043-5951-7
  - Romanzi e racconti, vol. III, a cura di C. Milanini, M. Barenghi e B. Falcetto, 1994, pp. XXXVI-1572, ISBN 978-88-043-6248-7
  - Fiabe italiane, prefazione di Mario Lavagetto, 1993, pp. XLVIII-1192, ISBN 978-88-043-7350-6 - ISBN 978-88-046-2364-9
  - Saggi, 2 tomi, a cura di Mario Barenghi, 1995, pp. LXXVI-3098, ISBN 978-88-044-0404-0
  - Lettere 1940-1985, a cura di Luca Baranelli, introduzione di C. Milanini, 2000, pp. LXXXVI-1626, ISBN 978-88-044-7901-7
- Andrea Camilleri (1925-2019)
  - Storie di Montalbano, a cura di Mauro Novelli, saggio introduttivo di Nino Borsellino, cronologia di Antonio Franchini, 2002, pp. CLXXII-1678, ISBN 978-88-045-0427-6 - ISBN 978-88-046-3387-7
  - Romanzi storici e civili, a cura di Salvatore Silvano Nigro, 2004, pp. CXXVIII-1792, ISBN 978-88-045-1929-4
  - Altre storie di Montalbano, 2003-2019, a cura di Mauro Novelli, Cronologia riveduta e aggiornata di Antonio Franchini, 2022, pp. 1856, ISBN 978-88-047-4358-3
    - 2 voll. in cofanetto, ISBN 978-88-045-2361-1
- Dino Campana (1885-1932)
  - L'opera in versi e in prosa, a cura di Gianni Turchetta, 2024, pp. 1740, ISBN 978-88-047-1660-0
- Truman Capote (1924-1984)
  - Romanzi e racconti, a cura di Gigliola Nocera, con un saggio di Alberto Arbasino, 1999, pp. XCVI-1792, ISBN 978-88-044-5809-8
- Giorgio Caproni (1912-1990)
  - L'opera in versi, a cura di Luca Zuliani e Adele Dei, introduzione di Pier Vincenzo Mengaldo, 1998, pp. LXXXII-1910, ISBN 978-88-044-3586-0
- Vincenzo Cardarelli (1887-1959)
  - Opere, a cura di Clelia Martignoni, 1981, pp. LXXVIII-1262, ISBN 978-88-041-8828-5
- Raymond Carver (1938-1988)
  - Tutti i racconti, a cura di Gigliola Nocera, 2005, pp. LXXXVIII-1352, ISBN 978-88-045-2221-8
- Giacomo Casanova (1725-1798)
  - Storia della mia vita, vol. I, a cura di Piero Chiara e Federico Roncoroni, introduzione di P. Chiara, 1983, pp. XLIV-1268, ISBN 978-88-042-1292-8
  - Storia della mia vita, vol. II, a cura di P. Chiara e F. Roncoroni, 1984, pp. 1754, ISBN 978-88-042-1293-5
  - Storia della mia vita, vol. III, a cura di P. Chiara e F. Roncoroni, 1989, pp. 1368, ISBN 978-88-042-12942
- Carlo Cassola (1917-1987)
  - Romanzi e racconti, a cura di Alba Andreini, 2007, pp. CXXXV-1896, ISBN 978-88-045-4917-8
- Emilio Cecchi (1884-1966)
  - Saggi e viaggi, a cura di Margherita Ghilardi, 1997, pp. LXII-1978, ISBN 978-88-043-7950-8
- Paul Celan (1920-1970)
  - Poesie, a cura di Giuseppe Bevilacqua, 1998, pp. CLX-1480, ISBN 978-88-044-2259-4
- Gianni Celati (1937-2022)
  - Romanzi, cronache e racconti, a cura di Marco Belpoliti e Nunzia Palmieri, introduzione di M. Belpoliti, cronologia di N. Palmieri, 2016, pp. CXXVII-1850, ISBN 978-88-046-5876-4
- Miguel de Cervantes (1547-1616)
  - Don Chisciotte della Mancia, a cura di Cesare Segre e Donatella Moro Pini, traduzione di Ferdinando Carlesi, 1974, pp. LXVI-1452, ISBN 978-88-041-1306-5
- Raymond Chandler (1888-1959)
  - Romanzi e racconti, vol. I, a cura di Stefano Tani, traduzioni di Laura Grimaldi e Sergio Altieri, 2005, pp. CLXXX-1658, ISBN 978-88-045-2049-8
  - Romanzi e racconti, vol. II, a cura di S. Tani, traduzioni di L. Grimaldi e S. Altieri, 2006, pp. XII-1668, ISBN 978-88-045-2050-4
    - 2 voll. in cofanetto, ISBN 978-88-045-4926-0
- Piero Chiara (1913-1986)
  - Tutti i romanzi, a cura di Mauro Novelli, 2006, pp. XCVI-1512, ISBN 978-88-045-2178-5
  - Racconti, a cura di M. Novelli, 2007, pp. XCV-1792, ISBN 978-88-045-6241-2
    - 2 voll. in cofanetto, ISBN 978-88-045-8277-9
- Nicola Chiaromonte (1905-1972)
  - Lo spettatore critico. Politica, filosofia, letteratura, a cura di Raffaele Manica, 2021, pp. 1984, ISBN 978-88-047-3206-8
- Agatha Christie (1890-1976)
  - Fiabe gialle, Introduzione, cronologia e cura di Antonio Moresco, Notize sui testi e Bibliografia a cura di Marco Amici e Davide Astegiano, trad. di Michele Piumini, 2024, pp. 1840, ISBN 978-88-047-6436-6 [contiene 10 tra romanzi e racconti]
- Pietro Citati (1930-2022)
  - La civiltà letteraria europea da Omero a Nabokov, a cura di Paolo Lagazzi, 2005, pp. CVIII-1884, ISBN 978-88-045-3820-2
- Colette (1873-1954)
  - Romanzi e racconti, a cura di Maria Teresa Giaveri, 2000, pp. CVIII-1956, ISBN 978-88-044-8407-3
- Carlo Collodi (1826-1890)
  - Opere (scelta), a cura di Daniela Marcheschi, 1995, pp. CXXIV-1140, ISBN 978-88-044-0075-2
- Giovanni Comisso (1895-1969)
  - Opere (scelta), a cura di Rolando Damiani e Nico Naldini, 2002, pp. C-1804, ISBN 978-88-045-0321-7
- Joseph Conrad (1857-1924)
  - Opere, a cura di Simone Barillari (in preparazione)
- Vincenzo Consolo (1933-2012)
  - L'opera completa, saggio introduttivo di Gianni Turchetta, con uno scritto di Cesare Segre, 2015, pp. CLIII-1557, ISBN 978-88-046-4785-0
- Gabriele D'Annunzio (1863-1938)
  - Prose di romanzi, vol. I, a cura di Ezio Raimondi, Annamaria Andreoli e Niva Lorenzini, 1988, pp. LVIII-1354, ISBN 978-88-043-1203-1
  - Prose di romanzi, vol. II, a cura di E. Raimondi, A. Andreoli e N. Lorenzini, 1989, pp. LII-1474, ISBN 978-88-043-1204-8
  - Versi d'amore e di gloria, vol. I, introduzione di Luciano Anceschi, a cura di A. Andreoli e N. Lorenzini, 1982, pp. CL-1232. ISBN 978-88-042-0662-0
  - Versi d'amore e di gloria, vol. II, a cura di A. Andreoli e N. Lorenzini, 1984, pp. 1416, ISBN 978-88-042-0663-7
  - Tutte le novelle, a cura di A. Andreoli e Marina De Marco, 1992, pp. LXXVIII-1100, ISBN 978-88-043-6114-5
  - Scritti giornalistici, vol. I, a cura di A. Andreoli, testi raccolti da Federico Roncoroni, 1996, pp. LXXXIV-1450, ISBN 978-88-043-4452-0
  - Scritti giornalistici, vol. II, a cura di A. Andreoli, testi raccolti da Giorgio Zanetti, 2003, pp. CVI-1926, ISBN 978-88-045-1352-0
    - 2 voll. in cofanetto, Scritti giornalistici ISBN 978-88-045-1351-3

  - Prose di ricerca, 2 tomi, a cura di A. Andreoli e Giorgio Zanetti, 2005, pp. XC-3898, ISBN 978-88-045-2370-3
  - Tragedie, sogni, misteri, 2 tomi, a cura di A. Andreoli e G. Zanetti, 2013, pp. CCLXXXI-3424, ISBN 978-88-046-2709-8
- Dante Alighieri (1265-1321)
  - Commedia: Inferno, a cura di Anna Maria Chiavacci Leonardi, 1991, pp. LXII-1058, ISBN 978-88-043-4004-1
  - Commedia: Purgatorio, a cura di A.M. Chiavacci Leonardi, 1994, pp. XLVIII-1008, ISBN 978-88-043-7335-3
  - Commedia: Paradiso, a cura di A.M. Chiavacci Leonardi, 1997, pp. LX-1316, ISBN 978-88-044-2268-6
    - Commedia, 3 voll. in cofanetto, ISBN 978-88-047-3971-5

  - Opere, Edizione diretta da Marco Santagata
    - vol. I: Opere. Rime, Vita Nova, De vulgari eloquentia, a cura di Claudio Giunta, Guglielmo Gorni, Mirko Tavoni, Introduzione di Marco Santagata, 2011, pp. CCXLVIII-1696, ISBN 978-88-046-1168-4
    - vol. II: Opere. Convivio, Monarchia, Epistole, Egloge, a cura di Gianfranco Fioravanti, Diego Quaglioni, Claudia Villa, 2014, pp. CXVI-1876, ISBN 978-88-046-3727-1
    - vol. III: Opere. Quaestio de aqua et terra, Fiore, Detto d'amore, a cura di Gabriella Albanese, Stefano Caroti, Natascia Tonelli (in preparazione)
- Edmondo De Amicis (1846-1908)
  - Opere scelte, a cura di Folco Portinari e Giusi Baldissone, 1996, pp. CXXIV-1276, ISBN 978-88-044-0587-0
- Giacomo Debenedetti (1901-1967)
  - Saggi, a cura di Alfonso Berardinelli, 1999, pp. XCVIII-1734, ISBN 978-88-044-5776-3
- Alba De Céspedes (1911-1997)
  - Romanzi, a cura di Marina Zancan, 2011, pp. CL-1754, ISBN 978-88-046-0478-5
- Eduardo De Filippo (1900-1984)
  - Teatro: Cantata dei giorni pari, a cura di Nicola De Blasi e Paola Quarenghi, 2000, pp. CCIV-1540, ISBN 978-88-044-7410-4
  - Teatro: Cantata dei giorni dispari, tomo I, a cura di N. De Blasi e P. Quarenghi, 2005, pp. CXVIII-1634, ISBN 978-88-045-3740-3
  - Teatro: Cantata dei giorni dispari, tomo II, a cura di N. De Blasi e P. Quarenghi, 2007, pp. XXIV-2024, ISBN 978-88-045-6243-6
    - 3 voll. in cofanetto, ISBN 978-88-045-6247-4
- Daniel Defoe (1660-1731)
  - Opere (scelta), a cura di Anna Banti e Giuseppe Gaetano Castorina, 1980, pp. XLVI-1068, ISBN 978-88-041-6478-4
- Grazia Deledda (1871-1936)
  - Romanzi e novelle, a cura di Natalino Sapegno, 1971, pp. XXVIII-940, ISBN 978-88-040-9674-0
  - Romanzi sardi, a cura di Vittorio Spinazzola, 1981, pp. XLIV-1110, ISBN 978-88-041-8635-9
- Federico De Roberto (1861-1927)
  - Romanzi, novelle e saggi, a cura di Carlo Madrignani, 1984, pp. LXXXII-1802, ISBN 978-88-042-1988-0
- Philip Dick (1928-1982)
  - Opere scelte, 2 voll., a cura di Emanuele Trevi e Paolo Parisi Presicce, Cronologia di Emmanuel Carrère, trad. di Marinella Magrì e P. Parisi Presicce, 2025, pp. 3340, ISBN 978-88-047-3219-8 [raccolta di 11 romanzi]
- Charles Dickens (1812-1870)
  - Romanzi scelti, 2 voll., a cura di Rossana Sebellin, trad. di Claudia Durastanti, Francesco Pacifico, Veronica Raimo e Marco Rossari (in preparazione)
- Emily Dickinson (1830-1886)
  - Tutte le poesie, a cura di Marisa Bulgheroni, 1997, pp. LXII-1858, ISBN 978-88-043-5669-1 - ISBN 978-88-046-3389-1
- Salvatore Di Giacomo (1860-1934)
  - Poesie e prose, a cura di Elena Croce e Lanfranco Orsini, 1977, pp. XLII-1054, ISBN 978-88-041-3499-2
- Giovanni Diodati (1576-1649)
  - La Sacra Bibbia, vol. I, a cura di Michele Ranchetti e Milka Ventura Avanzinelli, 1999, pp. CCXXXVI-1436, ISBN 978-88-044-6085-5
  - La Sacra Bibbia, vol. II, a cura di M. Ranchetti e M. Ventura Avanzinelli, 1999, pp. VIII-1208, ISBN 978-88-044-6086-2
  - La Sacra Bibbia, vol. III, a cura di M. Ranchetti e M. Ventura Avanzinelli, 1999, pp. X-1502, ISBN 978-88-044-6087-9
    - 3 voll. in cofanetto, ISBN 978-88-044-5774-9
- Luigi Einaudi (1874-1961)
  - Scritti economici, storici e civili, a cura di Ruggiero Romano, I ed. 1973; nuova ed. aggiornata, 2001, pp. LX-1036, ISBN 978-88-041-1027-9
- Eschilo (525/24 a.C.-456 a.C.)
  - Le tragedie, a cura di Monica Centanni, 2003, pp. LXXXII-1254, ISBN 978-88-045-13605
- John Fante (1909-1983)
  - Romanzi e racconti, a cura di Francesco Durante, 2003, pp. LXVI-1702, ISBN 978-88-044-7665-8
- William Faulkner (1897-1962)
  - Opere scelte, vol. I, a cura di Fernanda Pivano, 1995; nuova ed. accresciuta, 2004, pp. CXII-1208, ISBN 978-88-045-3239-2
  - Opere scelte, vol. II, a cura di F. Pivano, 2004, pp. CX-1194, ISBN 978-88-045-2981-1
    - 2 voll. in cofanetto, ISBN 978-88-045-2982-8
- Francis Scott Fitzgerald (1896-1940)
  - Romanzi, a cura di Fernanda Pivano, 1972, pp. XLII-1422, ISBN 978-88-041-0234-2 - ISBN 978-88-046-2365-6
- Gustave Flaubert (1821-1880)
  - Opere, vol. I: 1838-62, a cura di Giovanni Bogliolo, 1997, pp. LXXIV-1558, ISBN 978-88-043-7293-6
  - Opere, vol. II: 1863-80, a cura di G. Bogliolo, 2000, pp. XXXIV-1902, ISBN 978-88-044-7413-5
    - 2 voll. in cofanetto, ISBN 978-88-044-7793-8
- Theodor Fontane (1819-1898)
  - Romanzi, vol. I: 1880-91, a cura di Giuliano Baioni, traduzioni di Silvia Bortoli, 2003, pp. CXXV-1474, ISBN 978-88-045-1343-8
  - Romanzi, vol. II: 1892-98, a cura di G. Baioni, traduzioni di S. Bortoli, 2003, pp. CXXVI-1434, ISBN 978-88-045-1344-5
    - 2 voll. in cofanetto, ISBN 978-88-045-1342-1
- Edward Morgan Forster (1879-1970)
  - Romanzi, a cura di Masolino D'Amico, 1986, pp. XL-1888, ISBN 978-88-042-9152-7
- Franco Fortini (1917-1994)
  - Saggi ed epigrammi, a cura di Luca Lenzini, con uno scritto di Rossana Rossanda, 2003, pp. CXXXVI-1864, ISBN 978-88-045-1656-9
- Carlo Fruttero e Franco Lucentini, (1926-2012; 1920-2002)
  - Opere di bottega, 2 voll., a cura di Domenico Scarpa, 2019, ISBN 978-88-047-0603-8
- Gabriel García Márquez (1928-2014)
  - Opere narrative, vol. I, a cura di Rosalba Campra, introduzione di Cesare Segre, 1987, pp. XXXVIII-1024, ISBN 978-88-045-3176-0
  - Opere narrative, vol. II, a cura di R. Campra, introduzione di Bruno Arpaia, 2004, pp. XCII-1516, ISBN 978-88-045-2042-9
- Natalia Ginzburg (1916-1991)
  - Opere, vol. I, a cura dell'autrice, prefazione di Cesare Garboli, 1986, pp. LII-1360, ISBN 978-88-042-5910-7
  - Opere, vol. II, a cura dell'autrice, 1987, pp. 1596 ISBN 9788804300601
- Giornalismo italiano, a cura di Franco Contorbia
  - vol. I: 1860-1901, 2007, pp. LXXII-1760, ISBN 978-88-045-6236-8
  - vol. II: 1901-39, 2007, pp. LXX-1850, ISBN 978-88-045-6238-2
  - vol. III: 1939-68, 2009, pp. LXX-1918, ISBN 978-88-045-8353-0
  - vol. IV: 1968-2001, (2009), pp. LXIV-1880, ISBN 978-88-045-8354-7
    - Giornalismo italiano 1860-2001, 4 voll. in cofanetto, ISBN 978-88-045-9411-6
- Giovanni Giudici (1924-2011)
  - I versi della vita, a cura di Rodolfo Zucco, saggio introduttivo di Carlo Ossola, cronologia di Carlo Di Alesio, 2000, pp. CII-1914, ISBN 978-88-044-7902-4
- Johann Wolfgang Goethe (1749-1832)
  - Romanzi, a cura di Renata Caruzzi, prefazione di Claudio Magris, 1979, pp. L-844, ISBN 978-88-041-6689-4
  - Viaggio in Italia, a cura di Emilio Castellani, commento di Herbert von Einem, prefazione di Roberto Fertonani, 1983, pp. LVIII-862, ISBN 978-88-042-2981-0 - ISBN 978-88-046-3390-7
  - Faust, a cura di Franco Fortini, 1970, pp. XXXVI-1144 ISBN 978-88-040-8800-4
  - Tutte le poesie, vol. I, a cura di R. Fertonani e Enrico Ganni, 2 tomi, 1989, pp. LXX-1886 ISBN 978-88-043-2443-0
  - Tutte le poesie, vol. II, a cura di R. Fertonani e E. Ganni, 2 tomi, 1994, pp. XXXVI-1928 ISBN 978-88-043-5364-5
  - Tutte le poesie, vol. III, a cura di R. Fertonani e E. Ganni, 1997, pp. LXXIV-1252 ISBN 978-88-044-2262-4
    - Tutte le poesie, 3 voll. in 5 tomi in cofanetto, ISBN 978-88-044-3358-3
- Nikolaj Vasil'evič Gogol' (1809-1852)
  - Opere, vol. I, a cura di Serena Prina, 1994, pp. CXXXVIII-1334, ISBN 978-88-043-7147-2
  - Opere, vol. II, a cura di S. Prina, 1996, pp. LXXX-1424, ISBN 978-88-043-7148-9
    - 2 voll. in cofanetto, ISBN 978-88-044-1939-6
- Carlo Goldoni (1707-1793)
  - Memorie, a cura di Paolo Bosisio, traduzione di Paola Ranzini, 1993, pp. LXXXII-1270, ISBN 978-88-043-6586-0
- Guido Gozzano (1883-1916)
  - Tutte le poesie, a cura di Andrea Rocca, introduzione di Marziano Guglielminetti, 1980, pp. XLVI-802, ISBN 978-88-041-8532-1
- Graham Greene (1904-1991)
  - Romanzi, vol. I, a cura di Paolo Bertinetti (2000), pp. CII-1826, ISBN 978-88-043-7171-7
  - Romanzi, vol. II, a cura di P. Bertinetti (2001), pp. XXXVIII-1730, ISBN 978-88-044-8928-3
    - 2 voll. in cofanetto, ISBN 978-88-044-8929-0
- Dashiell Hammett (1894-1961)
  - Romanzi e racconti, a cura di Franco Minganti, con un saggio introduttivo di Roberto Barbolini, 2004, pp. CXXXVI-1672 ISBN 978-88-044-9965-7
- Thomas Hardy (1840-1928)
  - Romanzi, a cura di Carlo Cassola, 1973, pp. LXVIII-1120, ISBN 978-88-041-0728-6
- Jaroslav Hašek (1883-1923)
  - Opere, a cura di Annalisa Cosentino, 2014, pp. CXI-1408, ISBN 978-88-046-4486-6
- Nathaniel Hawthorne (1804-1864)
  - Opere scelte, a cura di Vito Amoruso, 1994, pp. XLVIII-1568, ISBN 978-88-043-6553-2
- Seamus Heaney (1939-2013)
  - Poesie scelte e raccolte dall'Autore, a cura di Marco Sonzogni, saggio introduttivo e cronologia di Piero Boitani, 2016, pp. CXL-1194, ISBN 978-88-046-6315-7
- Martin Heidegger (1889-1976)
  - Essere e tempo, a cura di Alfredo Marini, 2006, pp. CXXII-1558, ISBN 978-88-045-2347-5
- Ernest Hemingway (1899-1961)
  - Romanzi, vol. I, a cura di Fernanda Pivano, 1992, pp. LXXII-1360, ISBN 978-88-043-5736-0
  - Romanzi, vol. II, a cura di F. Pivano, 1993, pp. 1178, ISBN 978-88-043-6209-8
  - Tutti i racconti, a cura di F. Pivano, 1990, pp. XC-990, ISBN 978-88-043-3539-9
- Gustav Herling-Grudziński (1919-2000)
  - Etica e letteratura. Testimonianze, diario, racconti, con uno scritto di Goffredo Fofi, commenti di Krystyna Jaworska, con un saggio di Wlodzimierz Bolecki, cronologia a cura di Marta Herling, 2019, ISBN 978-88-047-1420-0
- Hermann Hesse (1877-1962)
  - Romanzi, a cura di Maria Pia Crisanaz Palin, prefazione di Claudio Magris, 1979, pp. XLVI-848, ISBN 978-88-041-3956-0
  - Altri romanzi e poesie, a cura di Ferruccio Masini, 1981, pp. LII-678, ISBN 978-88-042-0324-7
  - Il giuoco delle perle di vetro, traduzione di Ervino Pocar, introduzione di Hans Mayer, 1978, pp. LVIII-616, ISBN 978-88-041-5368-9
- Hugo von Hofmannsthal (1874-1929)
  - Narrazioni e poesie (scelta), a cura di Giorgio Zampa, 1972, pp. LXVI-958, ISBN 978-88-041-0233-5
- Friedrich Hölderlin (1770-1843)
  - Tutte le liriche, a cura di Luigi Reitani, con uno scritto di Andrea Zanzotto, 2001, pp. CXXVIII-1968, ISBN 978-88-044-7407-4
  - Prose, teatro e lettere, saggio introduttivo, cronologia e a cura di Luigi Reitani, 2019, pp. 1920, ISBN 978-88-045-1341-4
- Bohumil Hrabal (1914-1997)
  - Opere scelte, a cura di Sergio Corduas e Annalisa Cosentino, introduzione di Jiří Pelán, 2003, pp. CL-1858, ISBN 978-88-045-1349-0
- Ted Hughes (1930-1998)
  - Poesie, a cura di Nicola Gardini e Anna Ravano, 2008, pp. CLVIII-1810, ISBN 978-88-045-7389-0
- Henrik Ibsen (1828-1906)
  - Drammi borghesi, trad. e cura di Franco Perrelli, 2024, ISBN 978-88-047-5044-4
- Henry James (1843-1916)
  - Romanzi brevi, vol. I, a cura di Sergio Perosa, 1985, pp. XLVI-1104, ISBN 978-88-042-4744-9
  - Romanzi brevi, vol. II, a cura di S. Perosa, 1990, pp. XLII-1092, ISBN 978-88-043-3272-5
- James Joyce (1882-1941)
  - Ulisse, traduzione di Giulio de Angelis, introduzione di Giorgio Melchiori, 1971, pp. XXXII-1284, ISBN 978-88-040-9385-5
  - Racconti e romanzi, a cura di G. Melchiori, 1974; nuova ed. aggiornata, 1997, pp. LII-836, ISBN 978-88-041-1108-5
  - Poesie e prose, a cura di Franca Ruggieri, 1992, pp. LII-1036, ISBN 978-88-043-6059-9
- Franz Kafka (1883-1924)
  - Romanzi, a cura di Ervino Pocar, 1969, pp. XXVIII-986, ISBN 978-88-040-8464-8
  - Racconti, a cura di E. Pocar, 1970, pp. XXVI-630, ISBN 978-88-040-9153-0
  - Confessioni e diari, a cura di E. Pocar, 1972, pp. XXVI-1190, ISBN 978-88-040-9552-1 - ISBN 978-88-046-3391-4
  - Lettere, a cura di Ferruccio Masini, 1988, pp. LVI-1224, ISBN 978-88-043-0020-5
  - Lettere a Felice (1912-1917), a cura di Erich Heller e Jürgen Born, traduzione di E. Pocar, 1972, pp. XXXIV-876, ISBN 978-88-040-9807-2
  - Opere, Nuova edizione commentata in 5 volumi diretta da Luca Crescenzi (in preparazione)
  - Romanzi
  - Racconti editi e inediti
  - Diari
  - Lettere a Felice e Lettere a Milena
  - Lettere ai familiari e agli amici
- Ryszard Kapuściński (1932-2007)
  - Opere, a cura di Silvano De Fanti, traduzioni di Vera Verdiani, 2009, pp. CXLVIII-1644, ISBN 978-88-045-5735-7
- Kawabata Yasunari (1899-1972)
  - Romanzi e racconti, a cura di Giorgio Amitrano, 2003, pp. LXVIII-1340, ISBN 978-88-045-0320-0
- John Keats (1795-1821)
  - Opere, a cura di Nadia Fusini, trad. di Roberto Deidier, Viola Papetti, N. Fusini, 2019, pp. 1696, ISBN 978-88-046-8853-2
- Jack Kerouac (1922-1969)
  - Romanzi, a cura di Mario Corona, 2001, pp. CXL-1628, ISBN 978-88-044-8613-8
- John Maynard Keynes (1883-1946)
  - Teoria generale dell'occupazione, dell'interesse e della moneta, trad., introduzione, cronologia di Giorgio La Malfa, note di G. La Malfa e Giovanni Farese, 2019, ISBN 978-88-046-8955-3
- Heinrich von Kleist (1777-1811)
  - Tutte le opere, a cura di Anna Maria Carpi, 2011, pp. XCII-1380, ISBN 978-88-046-0484-6
- Raffaele La Capria (1922-2022)
  - Opere, 2 voll., a cura di Silvio Perrella, 2003-2014, pp. XCII-2500, ISBN 978-88-046-3730-1
- Philip Larkin (1922-1985)
  - Le poesie e prose scelte, a cura di Claudio Giunta, trad. di Matteo Campagnoli (in preparazione)
- David Herbert Lawrence (1885-1930)
  - Romanzi, vol. I, a cura di Ornella De Zordo, 1986, pp. XLIV-1632 ISBN 978-88-042-8274-7
  - Romanzi, vol. II, a cura di O. De Zordo, 1990, pp. 1636, ISBN 978-88-043-3509-2
- Giacomo Leopardi (1798-1837)
  - Poesie, a cura di Mario Andrea Rigoni, con un saggio di Cesare Galimberti, 1987, pp. XCIV-1110, ISBN 978-88-043-0264-3
  - Prose, a cura di Rolando Damiani, 1988, pp. XIV-1506, ISBN 978-88-043-0455-5
  - Zibaldone, 3 tomi, a cura di R. Damiani, 1997, pp. LXXXVIII-4622, ISBN 978-88-044-0789-8
    - Opere, 3 voll. in 5 tomi in cofanetto, ISBN 978-88-044-3360-6

  - Lettere, a cura di R. Damiani, 2006, pp. XCVI-1768, ISBN 978-88-045-2180-8
- Libretti d'opera italiani dal Seicento al Novecento, a cura di Giovanna Gronda e Paolo Fabbri, 1997, pp. LXXXVI-1882, ISBN 978-88-044-2258-7
- Roberto Longhi (1890-1970)
  - Da Cimabue a Morandi, a cura di Gianfranco Contini, 1973, pp. LXXX-1140, ISBN 978-88-041-0729-3
- Mario Luzi (1914-2005)
  - L'opera poetica, a cura di Stefano Verdino, 1998, pp. CXIV-1934, ISBN 978-88-044-5288-1
- Giovanni Macchia (1912-2001)
  - Ritratti, personaggi, fantasmi, a cura di Mariolina Bongiovanni Bertini, 1997, pp. LXXXVI-1882, ISBN 978-88-044-2266-2
- Antonio Machado (1875-1939)
  - Tutte le poesie e prose scelte, a cura di Giovanni Caravaggi, traduzioni di Oreste Macrì, 2010, pp. CLXVI-1594, ISBN 978-88-045-9415-4
- Marie de Rabutin-Chantal, marchesa di Sévigné (1626-1696)
  - Lettere scelte, cura e trad. di Barbara Piquet, in collaborazione con Giovanna Bencivegna (in preparazione)
- Claudio Magris (1939-)
  - Opere, vol. I,[5] a cura di Ernestina Pellegrini, 2012, pp. CLXX-1686, ISBN 978-88-046-1394-7
  - Opere, vol. II,[6] a cura di Ernestina Pellegrini, 2021, ISBN 978-88-047-3023-1
- Bernard Malamud (1914-1986)
  - Romanzi e racconti, vol. I. 1952-1966, a cura di Paolo Simonetti, saggio introduttivo di Tony Tanner (2014), pp. 1850 ISBN 978-88-046-2711-1
  - Romanzi e racconti, vol. II. 1967-1986, a cura e con un saggio introduttivo di Paolo Simonetti, 2015, pp. 1856, ISBN 978-88-046-5502-2
- Curzio Malaparte (1898-1957)
  - Opere scelte, a cura di Luigi Martellini, con una testimonianza di Giancarlo Vigorelli, 1997, pp. CII-1610, ISBN 978-88-044-3436-8
- Luigi Malerba (1927-2008) 
  - Romanzi e racconti, a cura di G. Ronchini, introduzione di Walter Pedullà, 2016, pp. CXXXVI-1706, ISBN 978-88-046-6934-0
- Étienne Mallarmé, detto Stéphane (1842-1898)
  - Opere, a cura di Valerio Magrelli, con la collaborazione di Antonietta Sanna (in preparazione)
- Osip Ėmil'evič Mandel'štam (1891-1938)
  - Poesie e prose, a cura di Maurizia Calusio (in preparazione)
- Thomas Mann (1875-1955)
  - Romanzi brevi, a cura di Roberto Fertonani, 1977, pp. LVI-772, ISBN 978-88-041-2859-5
  - Doctor Faustus, a cura di R. Fertonani, traduzione di Ervino Pocar, prefazione di Giacomo Manzoni, 1980, pp. XXXVI-900, ISBN 978-88-041-7537-7
  - Lettere, a cura di Italo Alighiero Chiusano, 1986, pp. XLVI-1114, ISBN 978-88-042-7573-2
  - Nobiltà dello spirito e altri saggi, a cura di Andrea Landolfi, con un saggio di Claudio Magris, 1997, pp. C-1804, ISBN 978-88-043-7170-0
  - Giuseppe e i suoi fratelli, 2 tomi, a cura di Fabrizio Cambi, traduzione di Bruno Arzeni, 2000, pp. CXVI-2438, ISBN 978-88-044-7415-9
  - Romanzi, vol. I: I Buddenbrook e Altezza Reale, a cura di Luca Crescenzi, con un saggio di Marcel Reich-Ranicki, introduzioni di L. Crescenzi e Heinrich Detering, traduzioni di Silvia Bortoli e Margherita Carbonaro, 2007, pp. CII-1402, ISBN 978-88-045-4924-6
  - Romanzi, vol. II: La montagna magica e La morte a Venezia, a cura di Luca Crescenzi, con un saggio di Michael Neumann e uno di Elisabeth Galvan, traduzioni di Renata Colorni e Emilio Castellani, 2010; nuova ed. aggiornata, 2011, pp. CLXXXVI-1542, ISBN 978-88-045-9425-3 - ISBN 978-88-046-1560-6
  - Romanzi, vol. III: Doctor Faustus con La genesi del Doctor Faustus, a cura di Margherita Carbonaro, trad. Luca Crescenzi, 2016, pp. CXXII-1238, ISBN 978-88-046-6025-5
  - Romanzi, vol. IV: Charlotte a Weimar. L'eletto. Confessioni dell'impostore Felix Krull, a cura di Luca Crescenzi, con i saggi introduttivi di Aldo Venturelli, Elisabeth Galvan e Werner Frizen, trad. Margherita Carbonaro ed Elena Broseghini, 2021, pp. 1568, ISBN 978-88-047-1422-4
  - Tutti i racconti, (in preparazione)
  - Diari (1918-1955), ed. diretta e curata da Elisabeth Galvan, 10 voll., vol. I, settembre 2025
- Alessandro Manzoni (1785-1873)
  - Fermo e Lucia, a cura di Salvatore Silvano Nigro, 2002, pp. CXLVI-1412, ISBN 978-88-044-7904-8
  - I promessi sposi, 2 tomi, a cura di Salvatore Silvano Nigro, 2002, pp. CIV-2256, ISBN 978-88-045-0417-7
    - Fermo e Lucia. I Promessi sposi (1827). I promessi sposi (1840), 3 voll. in cofanetto, ISBN 9788804504160
- Dacia Maraini (1936-)
  - Romanzi e racconti, a cura di Paolo Di Paolo ed Eugenio Murrali, 2021, pp. 1856, ISBN 978-88-047-3585-4
- Fosco Maraini (1912-2004)
  - Pellegrino in Asia. Opere scelte, a cura di Franco Marcoaldi, 2007, pp. CXVIII-1786, ISBN 978-88-045-6239-9
- Filippo Tommaso Marinetti (1876-1944)
  - Teoria e invenzione futurista, a cura di Luciano De Maria, Introduzione di Aldo Palazzeschi, 1983, pp. CLXVI-1256, ISBN 978-88-042-2037-4
- Guy de Maupassant (1850-1893)
  - Tutte le novelle, vol. I: 1875-84, a cura di Mario Picchi e Maria Giulia Longhi, 1993, pp. LXXX-1528, ISBN 978-88-043-6360-6
  - Tutte le novelle, vol. II: 1884-93, a cura di M. Picchi e M.G. Longhi, 1999, pp. LX-1628, ISBN 978-88-044-6917-9
    - 2 voll. in cofanetto, ISBN 978-88-044-6922-3
- Herman Melville (1819-1891)
  - Opere scelte, vol. I, a cura di Claudio Gorlier, 1972, pp. XLII-1210, ISBN 978-88-041-0061-4
  - Opere scelte, vol. II, a cura di C. Gorlier, 1975, pp. XLII-1094, ISBN 978-88-041-2194-7
- Luigi Meneghello (1922-2007)
  - Opere scelte, a cura di Giulio Lepschy e Francesca Caputo, con uno scritto di Domenico Starnone, 2006, pp. CLXXII-1812, ISBN 978-88-045-4925-3
- Henry Miller (1891-1980)
  - Opere (scelta), a cura di Guido Almansi, 1992, pp. LII-1284, ISBN 978-88-043-5678-3
- Mishima Yukio (1925-1970)
  - Romanzi e racconti, vol. I: 1949-61, a cura di Maria Teresa Orsi, 2004, pp. CVI-1790, ISBN 978-88-044-9393-8
  - Romanzi e racconti, vol. II: 1962-70, a cura di M.T. Orsi, 2006, pp. XII-1860, ISBN 978-88-044-9394-5
    - 2 voll. in cofanetto, ISBN 978-88-045-4927-7
- Mistica Cristiana, progetto editoriale di Francesco Zambon
  - vol. I, Introduzione e cura di F. Zambon, 2020, ISBN 978-88-047-1413-2
  - vol. II, a cura di F. Zambon, contributi di Michela Catto, Victoria Cirlot, Guido Mongini, Benedetta Papasogli e Amador Vega, 2021, pp. 1696, ISBN 978-88-047-1411-8
  - vol. III, a cura di F. Zambon, 2024, pp. 1640, ISBN 978-88-0471-412-5
- Eugenio Montale (1896-1981)
  - Tutte le poesie, a cura di Giorgio Zampa, 1984, pp. LXXX-1248, ISBN 978-88-042-4072-3 - ISBN 978-88-046-2366-3
  - Prose e racconti, a cura di Marco Forti e Luisa Previtera, 1995, pp. CX-1258, ISBN 978-88-043-5666-0
  - Il secondo mestiere, vol. I: Prose 1920-79, a cura di G. Zampa, 2 tomi, 1996, pp. LXXVI-3410, ISBN 978-88-044-1021-8
  - Il secondo mestiere, vol. II: Arte, musica, società, a cura di G. Zampa, 2 tomi, 1996, pp. XLVIII-1982-544, ISBN 978-88-044-1026-3
    - 4 voll. in 6 tomi in cofanetto, Opera completa, ISBN 978-88-044-2159-7
- Elsa Morante (1912-1985)
  - Opere, vol. I, a cura di Carlo Cecchi e Cesare Garboli, 1988, pp. XCIV-1706, ISBN 978-88-043-0143-1
  - Opere, vol. II, a cura di C. Cecchi e C. Garboli, 1990, pp. X-1678 ISBN 978-88-043-3677-8
- Marino Moretti (1885-1979)
  - In verso e in prosa (scelta), a cura di Geno Pampaloni, 1979, pp. XLVI-782, ISBN 978-88-041-3965-2
- Toni Morrison (1931-2019)
  - Romanzi, a cura e con un'introduzione di Alessandro Portelli, con un saggio di Marisa Bulgheroni, trad. di Chiara Spallino, Franca Cavagnoli e Silvia Fornasiero, 2018, ISBN 978-88-046-8468-8
- Alice Munro (1931-2024)
  - Racconti, a cura di Marisa Caramella, traduzioni di Susanna Basso, 2013, pp. CXVI-1840, ISBN 978-88-046-1401-2
- Robert Musil (1880-1942)
  - L'uomo senza qualità, vol. I, a cura di Adolf Frisé e Ada Vigliani, 1992, pp. LXVIII-1028, ISBN 978-88-043-5774-2
  - L'uomo senza qualità, vol. II, a cura di A. Frisé e A. Vigliani, 1998, pp. XX-1812, ISBN 978-88-044-1972-3
    - 2 voll. in cofanetto, ISBN 978-88-044-5581-3
- Ippolito Nievo (1831-1861)
  - Le confessioni d'un italiano, a cura di Marcella Gorra, 1981, pp. LX-1160, ISBN 978-88-041-8298-6
- George Orwell (1903-1950)
  - Romanzi e saggi, a cura di Guido Bulla, 2000, pp. XC-1734, ISBN 978-88-044-7417-3
- Ottiero Ottieri (1924-2002)
  - Opere scelte, a cura di Giuseppe Montesano e Cristina Nesi, 2009, pp. CXXVI-1810, ISBN 978-88-045-8351-6
- Aldo Palazzeschi (1885-1974)
  - Tutte le novelle, a cura di Luciano De Maria, prefazione di Giansiro Ferrata, 1975, pp. XXXVI-988, ISBN 978-88-041-2086-5
  - Tutte le poesie, a cura di Adele Dei, 2002, pp. XC-1326, ISBN 978-88-045-0322-4
  - Tutti i romanzi, vol. I, a cura di Gino Tellini, con un saggio di Luigi Baldacci, 2004, pp. CLX-1744, ISBN 978-88-045-2374-1
  - Tutti i romanzi, vol. II, a cura di G. Tellini, 2005, pp. CXXXII-1772, ISBN 978-88-045-3814-1
    - Tutti i romanzi, 2 voll. in cofanetto, ISBN 978-88-045-3815-8
- Giovanni Papini (1881-1956)
  - Opere. Dal «Leonardo» al Futurismo, a cura di Luigi Baldacci con la collaborazione di Giuseppe Nicoletti, 1977, pp. XLVI-814, ISBN 978-88-041-2846-5
- Goffredo Parise (1929-1986)
  - Opere, vol. I, a cura di Bruno Gallagher e Mauro Portello, introduzione di Andrea Zanzotto, 1987; nuova ed. aggiornata, 2001, pp. LXVI-1646, ISBN 978-88-043-0107-3
  - Opere, vol. II, a cura di B. Gallagher e M. Portello, 1989; nuova ed. aggiornata, 2005, pp. 1706, ISBN 978-88-043-1405-9
- Giovanni Pascoli (1855-1912)
  - Poesie e prose scelte, a cura di Cesare Garboli, 2 tomi, 2002, pp. X-3374, ISBN 978-88-045-0428-3
- Pier Paolo Pasolini (1922-1975)
  - Romanzi e racconti, vol. I: 1946-61, a cura di Walter Siti e Silvia De Laude, cronologia di Nico Naldini, 1998, pp. CCXVI-1752, ISBN 978-88-044-5291-1
  - Romanzi e racconti, vol. II: 1962-75, a cura di W. Siti e S. De Laude, cronologia di N. Naldini, 1998, pp. XIV-2050, ISBN 978-88-044-5292-8
    - Romanzi e racconti, 2 voll in cofanetto, ISBN 978-88-044-5582-0

  - Saggi sulla letteratura e sull'arte, a cura di W. Siti e S. De Laude, con un saggio di Cesare Segre, 2 tomi, 1999, pp. CXX-3210, ISBN 978-88-044-5686-5
  - Saggi sulla politica e sulla società, a cura di W. Siti e S. De Laude, con un saggio di Piergiorgio Bellocchio, 1999, pp. CXIV-1910, ISBN 978-88-044-5687-2
  - Per il cinema, a cura di W. Siti e Franco Zabagli, con scritti di Bernardo Bertolucci e Mario Martone, saggio introduttivo di Vincenzo Cerami, 2 tomi, 2001, pp. CXX-3370, ISBN 978-88-044-8941-2
  - Teatro, a cura di W. Siti e S. De Laude, con interviste a Luca Ronconi e Stanislas Nordey, 2001, pp. CXIV-1270, ISBN 978-88-044-8942-9
  - Tutte le poesie, a cura di W. Siti, con un saggio di Fernando Bandini, 2 tomi, 2003, pp. CXXVII-1800-VIII-2016, ISBN 978-88-045-1041-3
- Boris Pasternak (1890-1960)
  - Opere narrative, a cura di Vittorio Strada, 1994, pp. LXII-1442, ISBN 978-88-043-5260-0
- Sandro Penna (1906-1977)
  - Poesie, prose e diari, a cura di Elio Pecora e Roberto Deidier, 2017, pp. 1600, ISBN 978-88-046-7732-1
- Francesco Petrarca (1304-1374)
  - Canzoniere, a cura di Mario Santagata, 1996; nuova ed. aggiornata, 2004, pp. CCXVI-1608, ISBN 978-88-044-1022-5 - ISBN 978-88-045-2376-5
  - Trionfi, Rime estravaganti, Codice degli abbozzi, a cura di Vinicio Pacca e Laura Paolino, introduzione di M. Santagata, 1996, pp. CVIII-1076, ISBN 978-88-044-1402-5
    - 2 voll. in cofanetto, ed. 1996, ISBN 978-88-044-2160-3
- Guido Piovene (1907-1974)
  - Opere narrative, vol. I, a cura di Clelia Martignoni, 1976, pp. LXXII-968, ISBN 978-88-041-3178-6
  - Opere narrative, vol. II, a cura di C. Martignoni (1976), pp. 854, ISBN 978-88-041-3179-3
  - 2 voll. in cofanetto, ISBN 978-88-04-13180-9
- Luigi Pirandello (1867-1936)
  - Tutti i romanzi, vol. I, a cura di Giovanni Macchia, con la collaborazione di Mario Costanzo, 1973, pp. LXXXIV-1124, ISBN 978-88-041-0231-1
  - Tutti i romanzi, vol. II, a cura di G. Macchia, con la collaborazione di M. Costanzo, 1973, pp. 1134, ISBN 978-88-041-0232-8
  - Novelle per un anno, vol. I, a cura di G. Macchia e M. Costanzo, 2 tomi, 1986, pp. LII-1590, ISBN 978-88-042-1191-4
  - Novelle per un anno, vol. II, a cura di G. Macchia e M. Costanzo, 2 tomi, 1987, pp. XXVIII-1418, ISBN 978-88-042-1192-1
  - Novelle per un anno, vol. III, a cura di G. Macchia e M. Costanzo, 2 tomi, 1990, pp. XXVI-1514, ISBN 978-88-044-9392-1 - ISBN 978-88-045-3828-8
  - Maschere nude, vol. I, a cura di Alessandro D'Amico, premessa di G. Macchia, 1986, pp. LXXXII-1070, ISBN 978-88-042-4481-3
  - Maschere nude, vol. II, a cura di A. D'Amico, 1993, pp. LXVIII-1340, ISBN 978-88-043-3278-7
  - Maschere nude, vol. III, a cura di A. D'Amico, con la collaborazione di Alessandro Tinterri, 2004, pp. XC-974, ISBN 978-88-045-2375-8
  - Maschere nude, vol. IV, a cura di A. D'Amico, con la collaborazione di A. Tinterri, 2007, pp. XCII-1924, ISBN 978-88-045-6235-1
    - Maschere nude, 4 voll. in cofanetto, ISBN 978-88-045-7330-2

  - Lettere a Marta Abba, a cura di Benito Ortolani, 1995, pp. XLIV-1660, ISBN 978-88-043-9379-5
  - Saggi e interventi, a cura di Ferdinando Taviani, con una testimonianza di Andrea Pirandello, 2006, pp. CLVIII-1650, ISBN 978-88-045-4480-7
- Sylvia Plath (1932-1963)
  - Opere, a cura di Anna Ravano, con saggio introduttivo di Nadia Fusini, 2002, pp. CLXVIII-1802, ISBN 978-88-045-0318-7
- Edgar Allan Poe (1809-1849)
  - Opere scelte, a cura di Giorgio Manganelli, 1971, pp. XLIV-1416, ISBN 978-88-040-9778-5
- Poesia in dialetto. Storia e testi dalle origini al Novecento, a cura di Franco Brevini, 3 tomi, 1999, pp. C-4510, ISBN 978-88-044-6937-7
- Poeti della scuola siciliana
  - vol. I. Giacomo da Lentini, a cura di Roberto Antonelli, 2008, pp. CLXVIII-696, ISBN 978-88-045-7309-8
  - vol. II. Poeti della corte di Federico II, a cura di Costanzo Di Girolamo, 2009, pp. CCX-1118, ISBN 978-88-045-7310-4
  - vol. III. Poeti siculo-toscani, a cura di Rosario Coluccia, 2008, pp. CLXXXIV-1264, ISBN 978-88-045-7311-1
- Poeti greci del Novecento, a cura di Nicola Crocetti e Filippo Maria Pontani, 2010, pp. CVI-1902, ISBN 978-88-044-8935-1
- Poeti italiani del Novecento, a cura di Pier Vincenzo Mengaldo, 1978, pp. LXXVI-1096, ISBN 978-88-041-5500-3
- Poeti italiani del secondo Novecento, a cura di Maurizio Cucchi e Stefano Giovanardi, 1996, pp. LX-1276, ISBN 978-88-044-0077-6
- Marco Polo (1254-1324)
  - Milione (nelle redazioni toscana e franco-italiana), a cura di Gabriella Ronchi, introduzione di Cesare Segre, 1982, pp. XXXII-712, ISBN 978-88-042-0248-6
- Giuseppe Pontiggia (1934-2003)
  - Opere, a cura di Daniela Marcheschi, 2004, pp. CXXIV-1980, ISBN 978-88-045-2510-3
- Carlo Porta (1775-1821)
  - Poesie, a cura di Dante Isella, 1975; nuova ed. rivista e accresciuta, 2000, pp. XCVI-1176, ISBN 978-88-044-7162-2
- Ezra Pound (1885-1972)
  - I Cantos, a cura di Mary de Rachewiltz, 1985, pp. XLIV-1660, ISBN 978-88-042-6371-5 - ISBN 978-88-046-3392-1
  - Opere scelte, a cura di M. de Rachewiltz, introduzione di Aldo Tagliaferri, 1970, pp. XLIV-1470, ISBN 978-88-040-8942-1
- Vasco Pratolini (1913-1991)
  - Romanzi, vol. I, a cura di Francesco Paolo Memmo, 1993, pp. LXX-1506, ISBN 978-88-043-6208-1
  - Romanzi, vol. II, a cura di F.P. Memmo, 1995, pp. 1170, ISBN 978-88-044-0089-9
  - Romanzi, vol. III, annunciato ma non realizzato
- Mario Praz (1896-1982)
  - Bellezza e bizzarria, a cura di Andrea Cane, saggio introduttivo di Giorgio Ficara, 2002, pp. LXXVI-1788, ISBN 978-88-045-0069-8
- Marcel Proust (1871-1922)
  - Alla ricerca del tempo perduto, vol. I, a cura di Luciano De Maria, Alberto Beretta Anguissola e Daria Galateria, traduzione di Giovanni Raboni, prefazione di Carlo Bo, 1983; nuova ed. aggiornata, 2010, pp. CXII-1390, ISBN 978-88-041-8542-0
  - Alla ricerca del tempo perduto, vol. II, a cura di L. De Maria, A. Beretta Anguissola e D. Galateria, traduzione di G. Raboni, 1986; nuova ed. aggiornata, 1998, pp. 1262, ISBN 978-88-042-7425-4
  - Alla ricerca del tempo perduto, vol. III, a cura di L. De Maria, A. Beretta Anguissola e D. Galateria, traduzione di G. Raboni, 1989, pp. 1120, ISBN 978-88-043-1677-0
  - Alla ricerca del tempo perduto, vol. IV, a cura di L. De Maria, A. Beretta Anguissola e D. Galateria, traduzione di G. Raboni, 1993, pp. 1248, ISBN 978-88-043-7485-5
    - Alla ricerca del tempo perduto, 4 voll. in cofanetto, ISBN 978-88-043-8920-0

  - Le lettere e i giorni. Dall'epistolario 1880-1922, a cura di Giancarlo Buzzi, con uno scritto di G. Raboni, 1996, pp. LXXVI-1564, ISBN 978-88-043-5327-0
  - Storie di una vocazione. Opere minori, a cura di Eleonora Sparvoli, trad. di Yasmina Mélaouah (in preparazione)
- Aleksandr Sergeevič Puškin (1799-1837)
  - Opere, a cura di Eridano Bazzarelli e Giovanna Spendel, 1990, pp. LIV-1314, ISBN 978-88-046-2367-0
- Salvatore Quasimodo (1901-1968)
  - Poesie e discorsi sulla poesia, a cura di Gilberto Finzi, prefazione di Carlo Bo, 1971; nuova ed. riveduta e ampliata, 1996, pp. XCVIII-1430, ISBN 978-88-044-2644-8
- Giovanni Raboni (1932-2004)
  - L'opera poetica, a cura di Rodolfo Zucco, con uno scritto di Andrea Zanzotto, 2006, pp. CLII-1898, ISBN 978-88-045-4921-5
- Racconti italiani del Novecento, a cura di Enzo Siciliano con la collaborazione di Luca Baranelli, 3 tomi, 2001, pp. XXXVI-5748, ISBN 978-88-042-2341-2 - ISBN 978-88-044-3033-9 [I ed. in un volume, 1983]
- Racconti di orchi, di fate e di streghe. La fiaba letteraria in Italia, a cura di Mario Lavagetto, con la collaborazione di Anna Buia, 2008, pp. LXXIV-1766, ISBN 978-88-045-7388-3
- Jean Racine (1639-1699)
  - Teatro, a cura di Alberto Beretta Anguissola, con uno scritto di René Girard, traduzioni di Giovanni Raboni, Maurizio Cucchi, Milo De Angelis, Luciano Erba, Riccardo Held e Mario Luzi, 2009, pp. XCVI-1960, ISBN 978-88-045-4467-8
- Domenico Rea (1921-1994)
  - Opere, a cura di Francesco Durante, con uno scritto di Ruggero Guarini, 2005, pp. LX-1750, ISBN 978-88-045-4884-3
- Clemente Rebora (1885-1957)
  - Poesie, prose e traduzioni, a cura e con un saggio introduttivo di Adele Dei, con la collaborazione di Paolo Maccari, 2015, pp. CXXXIV-1338, ISBN 978-88-046-5504-6
- Mario Rigoni Stern (1921-2008)
  - Storie sull'Altipiano, a cura di Eraldo Affinati, 2003, pp. LXXXIV-1828, ISBN 978-88-045-1346-9
- Arthur Rimbaud (1854-1891)
  - Opere, a cura di Diana Grange Fiori, introduzione di Yves Bonnefoy, 1975, pp. CXVIII-908, ISBN 978-88-041-2507-5
- Gianni Rodari (1920-1980)
  - Opere, 2 voll. in cofanetto, a cura di Daniela Marcheschi, con un quaderno a cura di Grazia Gotti, 2020, pp. 2032, ISBN 978-88-047-1947-2
- Lalla Romano (1906-2001)
  - Opere, vol. I, a cura di Cesare Segre, 1991, pp. C-1098, ISBN 978-88-043-4451-3
  - Opere, vol. II, a cura di C. Segre, 1992, pp. 1758, ISBN 978-88-043-5382-9
- Amelia Rosselli (1930-1996)
  - L'opera poetica, a cura di Stefano Giovanuzzi, saggio introduttivo di Emmanuela Tandello, 2012, pp. CL-1610, ISBN 978-88-046-0485-3
- Philip Roth (1933-2018)
  - Romanzi, 1959-1986, vol. I, a cura e con un saggio introduttivo di Elena Mortara, note di Paolo Simonetti, 2017, pp. CXXVIII-1888, ISBN 978-88-046-6938-8
  - Romanzi, 1991-1997, vol. II, a cura e con un saggio introduttivo di Paolo Simonetti, 2018, ISBN 978-88-047-0594-9
  - Romanzi, 1998-2010, vol. III, a cura di Paolo Simonetti, saggio introduttivo di Alessandro Piperno, 2019, ISBN 978-88-047-1256-5
- Umberto Saba (1883-1957)
  - Tutte le poesie, a cura di Arrigo Stara, introduzione di Mario Lavagetto, 1988, pp. XCVI-1232 ISBN 978-88-043-0106-6
  - Tutte le prose, a cura di A. Stara, saggio introduttivo di M. Lavagetto, 2001, pp. LXXXII-1542, ISBN 978-88-044-8936-8
    - 2 voll. in cofanetto, ISBN 978-88-044-9976-3

  - Lettere 1901-1957, a cura di Mattia Acetoso, Alberto Beniscelli, Eleonora Cardinale, Stefano Carrai, Roberto Deidier, Andrea De Pasquale e Gianfranca Lavezzi (più volumi, in preparazione)
- Donatien Alphonse François de Sade (1740-1814)
  - Opere (scelta), a cura di Paolo Caruso, prefazione di Alberto Moravia, 1976, pp. XXVI-846, ISBN 978-88-041-2747-5
- José Saramago (1922-2010)
  - Romanzi e racconti, vol. I, a cura di Paolo Collo, con un saggio introduttivo di Luciana Stegagno Picchio, traduzioni di Rita Desti, 1999, pp. LXXXVI-1610, ISBN 978-88-044-6939-1 [fuori catalogo]
  - Romanzi e racconti, vol. II, a cura di P. Collo, traduzioni di Rita Desti, 1999, pp. X-1766, ISBN 978-88-044-6971-1 [fuori catalogo]
    - 2 voll. in cofanetto, ISBN 978-88-044-7070-0 [esaurito]
- Alberto Savinio (1891-1952)
  - Opere scelte, Introduzione e cura di Matteo Marchesini (in preparazione)
- Camillo Sbarbaro (1888-1967)
  - Poesie e prose, a cura di Giampiero Costa, saggio introduttivo di Enrico Testa, 2022, pp. 1800, ISBN 978-88-047-1421-7
- Eugenio Scalfari (1924-2022)
  - La passione dell'etica. Scritti 1963-2012, a cura di Angelo Cannatà, saggio introduttivo di Alberto Asor Rosa, 2012, pp. CLXXVIII-1806, ISBN 978-88-046-1398-5
- Arthur Schnitzler (1862-1931)
  - Opere, a cura di Giuseppe Farese, 1988; nuova ed. ampliata, 1995, pp. LXII-1938, ISBN 978-88-043-0948-2
- Arthur Schopenhauer (1788-1860)
  - Il mondo come volontà e rappresentazione, a cura di Ada Vigliani, introduzione di Gianni Vattimo, 1989, pp. XLVI-1746, ISBN 978-88-043-1099-0
- Scrittori italiani di aforismi, vol. I, a cura di Gino Ruozzi, prefazione di Giuseppe Pontiggia, 1994, pp. XLVIII-1168, ISBN 978-88-043-7947-8
- Scrittori italiani di aforismi, vol. II, a cura di G. Ruozzi, 1996, pp. XXXVIII-1658, ISBN 978-88-044-1029-4
  - 2 voll. in cofanetto, ISBN 978-88-044-1938-9
- Scrittori italiani di viaggio, vol. I: 1700-1861, a cura di Luca Clerici, 2008, pp. CXLVIII-1748, ISBN 978-88-045-4806-5
- Scrittori italiani di viaggio, vol. II. 1861-2000, a cura di L. Clerici, 2013, pp. CXVII-1811, ISBN 978-88-045-4807-2
  - 2 vol. in cofanetto, ISBN 978-88-046-3555-0
- Cesare Segre (1928-2014)
  - Opera critica, a cura di Alberto Conte e Andrea Mirabile, con un saggio di Gianluigi Beccaria, 2014, pp. XIV-1696, ISBN 978-88-046-3726-4
- Vittorio Sereni (1913-1983)
  - Tutte le poesie, a cura di Dante Isella, 1995, pp. CXXVI-970, ISBN 978-88-043-7479-4
- William Shakespeare (1564-1616)
  - Teatro completo: Le commedie eufuistiche,[7] a cura di Giorgio Melchiori, 1990, pp. XLVI-1084, ISBN 978-88-043-3318-0
  - Teatro completo: Le commedie romantiche,[8] a cura di G. Melchiori, 1982, pp. XLIV-1122, ISBN 978-88-042-1342-0
  - Teatro completo: I drammi dialettici,[9] a cura di G. Melchiori, 1977, pp. XLIV-1100, ISBN 978-88-041-4196-9
  - Teatro completo: Le tragedie,[10] a cura di G. Melchiori, 1976, pp. XLII-1068, ISBN 978-88-041-3208-0
  - Teatro completo: I drammi classici,[11], a cura di G. Melchiori, trad. di Maria Vittoria Tessitore, Sergio Perosa, Salvatore Quasimodo, Paolo Chiarini, Renato Oliva, settembre 1978, pp. XLIV-1316, ISBN 978-88-041-5142-5
  - Teatro completo: I drammi romanzeschi,[12] a cura di G. Melchiori, 1981, pp. XLVIII-1306, ISBN 978-88-041-7907-8
  - Teatro completo: I drammi storici, tomo I,[13] a cura di G. Melchiori, 1980, pp. LXXXVI-1114, ISBN 978-88-041-6477-7
  - Teatro completo: I drammi storici, tomo II,[14] a cura di G. Melchiori, 1989, pp. LXXXVIII-1240, ISBN 978-88-043-1371-7
  - Teatro completo: I drammi storici, tomo III,[15] a cura di G. Melchiori, 1991, pp. LXVIII-1122, ISBN 978-88-043-3899-4
- Percy Bysshe Shelley (1792-1822)
  - Opere poetiche, vol. I, a cura di Francesco Rognoni, con la collaborazione di Valentina Varinelli, 2018, ISBN 978-88-046-8745-0
  - Teatro, prose e lettere, vol. II, a cura di F. Rognoni, con la collaborazione di V. Varinelli, 2018, ISBN 978-88-047-0150-7
- Enzo Siciliano (1934-2006)
  - Opere scelte, a cura di Raffaele Manica con la collaborazione di Simone Casini, 2011, pp. CLII-1576, ISBN 978-88-046-0480-8
- Ignazio Silone (1900-1978)
  - Romanzi e saggi, vol. I. 1927-44, a cura di Bruno Falcetto, 1998, pp. CX-1578, ISBN 978-88-044-3585-3
  - Romanzi e saggi, vol. II: 1945-78, a cura di B. Falcetto, 1999, pp. LXXXIV-1692, ISBN 978-88-044-5778-7
    - 2 voll. in cofanetto, ISBN 978-88-044-6923-0
- Isaac Bashevis Singer (1904-1991)
  - Racconti (scelta), a cura di Alberto Cavaglion, con uno scritto di Giuseppe Pontiggia, 1998, pp. C-1652, ISBN 978-88-044-5289-8
- Mario Soldati (1906-1999)
  - Romanzi, a cura di Bruno Falcetto, 2006, pp. CXXIV-1468, ISBN 978-88-045-1583-8
  - Romanzi brevi e racconti, a cura di B. Falcetto, 2009, pp. CXXXVI-1792, ISBN 978-88-045-4465-4
  - America e altri amori. Diari e scritti di viaggio, a cura di B. Falcetto, 2011, pp. CXXVIII-1838, ISBN 978-88-046-0479-2
- Aleksandr Isaevič Solženicyn (1918-2008)
  - Arcipelago Gulag, a cura di Maurizia Calusio, con un saggio introduttivo di Barbara Spinelli, traduzione di Maria Olsùfieva, 2 tomi, 2001, pp. XC-2416, ISBN 978-88-044-7905-5
- Maria Luisa Spaziani (1922-2014)
  - Tutte le poesie, a cura di Paolo Lagazzi e Giancarlo Pontiggia, 2012, pp. CXVIII-1866, ISBN 978-88-046-1395-4
- Stendhal (1783-1842)
  - Romanzi e racconti, vol. I, a cura di Mariella Di Maio, saggio introduttivo di Michel Crouzet, traduzione di Maurizio Cucchi, 1996, pp. CCLIV-1066, ISBN 978-88-044-1403-2
  - Romanzi e racconti, vol. II, a cura di M. Di Maio, traduzione di M. Cucchi, 2002, pp. XLVI-1434, ISBN 978-88-045-0071-1
  - Romanzi e racconti, vol. III, a cura di M. Di Maio, traduzione di M. Cucchi, 2008, pp. XLIV-1540, ISBN 978-88-045-6244-3
    - 3 voll. in cofanetto, ISBN 978-88-045-6246-7
- Laurence Sterne (1713-1768)
  - La vita e le opinioni di Tristram Shandy, gentiluomo, a cura di F. Gregori, trad. F. Marenco De Steinkühl, 2016, ISBN 978-88-046-6935-7
- Wallace Stevens (1879-1955)
  - Tutte le poesie, a cura di Massimo Bacigalupo, 2015, pp. 1500, ISBN 978-88-046-5350-9
- Robert Louis Stevenson (1850-1894)
  - Romanzi, racconti e saggi (scelta), a cura di Attilio Brilli, 1982, pp. XLVIII-1998, ISBN 978-88-042-1108-2 - ISBN 978-88-046-2368-7
- Storia letteraria dell'arte, a cura di Vincenzo Trione
- August Strindberg (1849-1912)
  - Romanzi e racconti, vol. I, a cura di Ludovica Koch, 1991, pp. XLIV-1244, ISBN 978-88-043-3915-1
  - Romanzi e racconti, vol. II, a cura di L. Koch, 1994, pp. XXX-1314, ISBN 978-88-043-6389-7
- Italo Svevo (1861-1928)
  - Tutte le opere, vol. I. Romanzi e «Continuazioni», a cura di Mario Lavagetto, con apparato e commento di Nunzia Palmieri e Fabio Vittorini, 2004, pp. CXXXVI-1808, ISBN 978-88-045-2367-3
  - Tutte le opere, vol. II. Racconti e scritti autobiografici, a cura di M. Lavagetto, apparato e commento di Clotilde Bertoni, 2004, pp. XCII-1524, ISBN 978-88-045-2369-7
  - Tutte le opere, vol. III. Teatro e saggi, a cura di M. Lavagetto, apparato e commento di Federico Bertoni, 2004, pp. XCVIII-1958, ISBN 978-88-045-2368-0
    - 3 voll. in cofanetto, ISBN 978-88-045-2364-2
- Jonathan Swift (1667-1745)
  - Opere (scelta), a cura di Masolino D'Amico, 1983, pp. XXVI-1574, ISBN 978-88-042-3495-1
- Antonio Tabucchi (1943-2012)
  - Opere, 2 voll., a cura di Paolo Mauri e Thea Rimini, 2018, ISBN 978-88-046-8520-3
- Torquato Tasso (1544-1595)
  - Gerusalemme liberata, a cura di Lanfranco Caretti, 1979, pp. LXII-818, ISBN 978-88-041-6192-9
- Tiziano Terzani (1938-2004)
  - Tutte le opere, vol. I. 1966-1992, a cura di Àlen Loreti, saggio introduttivo di Franco Cardini, 2011, pp. CXXVIII-1516, ISBN 978-88-046-0481-5
  - Tutte le opere, vol. II. 1993-2004, a cura di À. Loreti, 2011, pp. 1550, ISBN 978-88-046-0482-2
    - 2 voll. in cofanetto, ISBN 978-88-046-0486-0
- Giovanni Testori (1923-1993)
  - Opere scelte, Introduzione e progetto di Giovanni Agosti, cronologia di Giuseppe Frangi, commenti a cura di Giovanni Battista Boccardo, 2023, pp. 1700, ISBN 978-88-047-4427-6
- Mario Tobino (1910-1991)
  - Opere scelte, a cura di Paola Italia, con un saggio introduttivo di Giacomo Magrini e uno scritto di Eugenio Borgna, 2007, pp. CXLIII-1920, ISBN 978-88-045-4920-8
- Lev Nikolaevič Tolstoj (1828-1910)
  - Tutti i racconti, vol. I, a cura di Igor Sibaldi, 1991, pp. CXXXVI-1231, ISBN 88-04-34454-7
  - Tutti i racconti, vol. II, a cura di Igor Sibaldi, 1991, pp. 1504, ISBN 88-04-351-77-2
- Giuseppe Tomasi di Lampedusa (1896-1957)
  - Opere, a cura di Gioacchino Lanza Tomasi e Nicoletta Polo, 1995; nuova ed. accresciuta e aggiornata, 2004, pp. LXVI-1974, ISBN 978-88-045-3177-7
- Federigo Tozzi (1883-1920)
  - Opere, a cura di Marco Marchi, introduzione di Giorgio Luti, 1987, pp. LII-1450, ISBN 978-88-042-2666-6
- Tragici greci. Eschilo, Sofocle, Euripide, a cura di Raffaele Cantarella, prefazione di Dario Del Corno, 1977, pp. LXX-672, ISBN 978-88-041-4197-6
- Trilussa (1871-1950)
  - Tutte le poesie, a cura di Claudio Costa e Lucio Felici, 2004, pp. CLX-1918, ISBN 978-88-045-2366-6 - ISBN 978-88-046-2369-4
- Ivan Sergeevič Turgenev (1818-1883)
  - Opere, cura e traduzioni di Nicoletta Marcialis, (in preparazione)
- Giuseppe Ungaretti (1888-1970)
  - Vita d'un uomo: Tutte le poesie, I ed. 1969; nuova ed. completamente rifatta, 2009, a cura di Carlo Ossola, pp. CLIV-1430, ISBN 978-88-045-8349-3
  - Vita d'un uomo: Saggi e interventi, a cura di Mario Diacono e Luciano Rebay, prefazione di Carlo Bo, 1974, pp. C-906, ISBN 978-88-041-1459-8
  - Vita d'un uomo: Viaggi e lezioni, a cura di Paola Montefoschi, 2000, pp. CIV-1656, ISBN 978-88-044-8095-2
  - Vita d'un uomo: Traduzioni poetiche, a cura di C. Ossola e Giulia Radin, 2010, pp. CLXXXII-1626, ISBN 978-88-045-9426-0
    - 3 voll. in cofanetto, ISBN 978-88-044-8596-4
    - 4 voll. in cofanetto, (in preparazione) ISBN 978-88-046-1128-8
- Paul Valéry (1871-1945)
  - Opere scelte, a cura e con un saggio introduttivo di Maria Teresa Giaveri, 2014, pp. CIII-1771, ISBN 978-88-046-1402-9
- Mario Vargas Llosa (1936-)
  - Romanzi. Vol. I, a cura di Bruno Arpaia, trad. Enrico Cicogna, 2017, pp. 1792, ISBN 978-88-046-7363-7
  - Romanzi. Vol. II, introd. di Bruno Arpaia, 2017, pp. CXL-1552, ISBN 978-88-046-7766-6
- Giovanni Verga (1840-1922)
  - I grandi romanzi, a cura di Ferruccio Cecco e Carla Riccardi, prefazione di Riccardo Bacchelli, 1972, pp. XLVIII-848, ISBN 978-88-041-0221-2
  - Tutte le novelle, a cura di Carla Riccardi, 1979, pp. XLII-1082, ISBN 978-88-041-6023-6
- Paul Verlaine (1844-1896)
  - Poesie e prose (scelta), a cura di Diana Grange Fiori, prefazione di Luciano Erba, introduzione di Michel Décaudin, 1992, pp. LXXXIV-1460, ISBN 978-88-043-2134-7
- Giambattista Vico (1668-1744)
  - Opere, a cura di Andrea Battistini, 1990, pp. LXII-1960, ISBN 978-88-044-6928-5
- François Villon (1431-1463 circa)
  - Opere, a cura di Emma Stojkovic Mazzariol, prefazione di Mario Luzi, 1971; nuova ed. rivista e accresciuta, 2000, pp. XCVI-800, ISBN 9788804485254
- Virgilio (70-19 a.C.)
  - Eneide, a cura di Ettore Paratore, traduzione di Luca Canali, 1989, pp. XCIV-920, ISBN 978-88-043-1571-1
- Elio Vittorini (1908-1966)
  - Le opere narrative, vol. I, a cura di Maria Corti, 1974, pp. LXXII-1248, ISBN 978-88-041-1768-1
  - Le opere narrative, vol. II, a cura di Maria Corti, 1974, pp. 1024, ISBN 978-88-041-1769-8
- Walt Whitman (1819-1892)
  - Foglie d'erba, curatela, saggio introduttivo e trad. di Mario Corona, 2017, pp. CLXXXVI-1670, ISBN 978-88-046-8350-6
- Oscar Wilde (1854-1900)
  - Opere, a cura di Masolino D'Amico, I ed. 1979; nuova ed. rivista e accresciuta, 2000, pp. LII-1700, ISBN 978-88-044-7906-2, ISBN 978-88-046-2370-0
- John Edward Williams (1922-1994)
  - Opere, traduzione di Stefano Tummolini, Introduzione di Francesco Pacifico, Cronologia e Notizie a cura di Charles J. Shields, 2024, ISBN 978-88-047-6032-0
- Virginia Woolf (1882-1941)
  - Romanzi, a cura di Nadia Fusini, 1998, pp. XCVI-1448, ISBN 978-88-044-4428-2 - ISBN 978-88-046-2371-7
  - Saggi, prose, racconti, a cura di N. Fusini, 1998, pp. LXXVIII-1482, ISBN 978-88-044-4429-9
    - 2 voll. in cofanetto, ISBN 978-88-044-5580-6
- William Butler Yeats (1865-1939)
  - Tutte le poesie, a cura di Anthony Johnson e Piero Boitani, traduzione di Ariodante Marianni, 2006, pp. CL-1550, ISBN 978-88-045-3816-5
- Andrea Zanzotto (1921-2011)
  - Poesie e prose scelte, a cura di Stefano Dal Bianco e Gian Mario Villalta, con due saggi di Stefano Agosti e Fernando Bandini, 1999, pp. CXXXVI-1816, ISBN 978-88-044-6938-4
- Émile Zola (1840-1902)
  - Romanzi, vol. I, a cura di Pierluigi Pellini, 2010, pp. CLII-1648, ISBN 978-88-045-9416-1
  - Romanzi, vol. II, a cura di P. Pellini, 2012, pp. XII-1716, ISBN 978-88-046-1397-8
  - Romanzi, vol. III, a cura di P. Pellini, 2015, pp. XII-1900, ISBN 978-88-046-5745-3

### I Meridiani. Classici dello Spirito
- Alchimia. I testi della tradizione occidentale, a cura di Michela Pereira, 2006, pp. CXXXVI-1576, ISBN 978-88-045-5843-9
- Giordano Bruno (1548-1600)
  - Dialoghi filosofici italiani, a cura di Michele Ciliberto, 2000, pp. CXIV-1550, ISBN 978-88-044-7416-6
- Martin Buber (1878-1965)
  - Storie e leggende chassidiche, a cura e con un saggio introduttivo di Andreina Lavagetto, 2008, pp. CLXXXII-1322, ISBN 978-88-045-3812-7
- Civiltà e religione degli Aztechi, a cura di Luisa Pranzetti e Alessandro Lupo, 2015, ISBN 978-88-046-4956-4
- Crociate. Testi storici e poetici, a cura di Gioia Zaganelli, 2004, pp. LXXVI-1932, ISBN 978-88-045-2372-7
- Flavio Giuseppe (37-103 circa)
  - Storia dei Giudei da Alessandro Magno a Nerone (Antichità giudaiche, libri XII-XX), Introduzione, trad. e note a cura di Manlio Simonetti, 2002, pp. CLVIII-890, ISBN 978-88-045-0314-9
- Il Graal. I testi che hanno fondato la leggenda, a cura di Mariantonia Liborio, saggio introduttivo di Francesco Zambon, 2005, pp. XCVI-1792, ISBN 978-88-045-3819-6
- Hinduismo antico, vol. I: Dalle origini vediche ai Purãṇa, a cura di Francesco Sferra e Antonio Rigopoulos (2010), pp. CCXXXII-1640 ISBN 9788804594178
- Hinduismo antico, vol. II (in preparazione)
- Ildegarda di Bingen (1098-1179)
  - Il libro delle opere divine, a cura di Marta Cristiani e Michela Pereira, 2002, pp. CLXXIV-1330, ISBN 978-88-045-0979-0
- Maria. Testi teologici e spirituali dal I al XX secolo, a cura della Comunità di Bose, saggio introduttivo di Enzo Bianchi, 2000, pp. LXXVI-1540, ISBN 978-88-044-7899-7
- Carlo Maria Martini (1927-2012)
  - Le ragioni del credere. Scritti e interventi, a cura di Damiano Modena e Virginio Pontiggia, saggi introduttivi di Ferruccio Parazzoli e Marco Garzonio, 2011, pp. CXXXII-1820, ISBN 978-88-046-1127-1
- Lorenzo Milani (1923-1967)
  - Tutte le opere, Edizione diretta da Alberto Melloni, 2 tomi in cofanetto, a cura di Federico Ruozzi e di Anna Carfora, Valentina Oldano, Sergio Tanzarella, 2017, pp. 2976, ISBN 978-88-046-5746-0
- Il Mito Greco
  - vol. I: Gli dèi, a cura di Giulio Guidorizzi, 2009, pp. LXXIV-1526, ISBN 978-88-045-8347-9
  - vol. II: Gli eroi, a cura di G. Guidorizzi, 2012, pp. LVI-1768, ISBN 978-88-046-0483-9
    - Gli dèi e gli eroi, 2 voll. in cofanetto, ISBN 978-88-046-2344-1
- Plotino (205-269)
  - Enneadi, a cura di Roberto Radice, con saggio introduttivo di Giovanni Reale e la Vita di Plotino di Porfirio tradotta da Giuseppe Girgenti, 2002, pp. LXXX-2016, ISBN 978-88-045-0313-2
- Baruch Spinoza (1632-1677)
  - Opere, a cura di Filippo Mignini e Omero Proietti, 2007, pp. CXXXVI-1896, ISBN 978-88-045-1825-9
- Rivelazione del Buddha, vol. I. I testi antichi, a cura di Raniero Gnoli, traduzioni e commento di R. Gnoli, Claudio Cicuzza e Francesco Sferra, 2001, pp. CLXII-1470, ISBN 978-88-044-7898-0
- Rivelazione del Buddha, vol. II. Il grande veicolo, a cura di R. Gnoli, traduzioni di R. Gnoli, C. Cicuzza e F. Sferra, 2004, pp. CCLII-1740, ISBN 978-88-045-1355-1
  - 2 voll. in cofanetto, ISBN 978-88-045-1354-4
- Testi religiosi dell'antico Egitto, scelta, trad. e commento a cura di Edda Bresciani, 2001, pp. XXX-922, ISBN 978-88-044-8938-2
- Vite e detti di Maometto (570 circa-632), progetto editoriale a cura di Alberto Ventura, a cura di Rainer Brunner e Michael Lecker, trad. di Massimo Laria e Roberto Tottoli, 2014, pp. LIV-1192, ISBN 978-88-046-4488-0

### CollanaAlbum i Meridiani
Tra il 1987 e il 1995, all'interno della collana de I Meridiani, sono usciti 9 volumi iconografici dedicati ad altrettanti scrittori.
- Album Proust, Introduzione di Giovanni Raboni, a cura di Luciano De Maria, con un saggio di Pierre-Louis Rey, 1987.
- Album Hemingway, a cura di Eileen Romano, con un saggio biografico di Masolino D'Amico, 1988.
- Album Ungaretti, a cura di Paola Montefoschi, con un saggio biografico di Leone Piccioni, 1989.
- Album D'Annunzio, con un saggio di Annamaria Andreoli, 1990.
- Album Hermann Hesse, con un saggio di E. Banchelli, 1991.
- Album Pirandello, Introduzione di Vincenzo Consolo, con un saggio biografico e il commento alle immagini di Maria Luisa Aguirre D'Amico, Eileen Romano e Virginia Semproni, 1992.
- Album Leopardi, ricerca iconografica a cura di Eileen Romano, con un saggio biografico e il commento alle immagini di Rolando Damiani, 1993,  pp. XXVIII-224.
- Album Tolstoj, a cura di Eileen Romano, con un saggio biografico di Igor Sibaldi, 1994.
- Album Calvino, a cura di Luca Baranelli ed Ernesto Ferrero, 1995.

### Collana deI Meridiani paperback
2014
- William Styron, Le confessioni di Nat Turner, con una Postfazione dell'Autore. Saggio introduttivo di Marisa Bulgheroni. Traduzione di Bruno Fonzi, ISBN 978-88-04-64060-8.
- Oscar Wilde, Il ritratto di Dorian Gray. Il dattiloscritto originale non censurato, a cura di N. Frankel. Traduzione di M. Piumini.
- Jack London, Il popolo dell'abisso, con una scelta di fotografie scattate dall'autore, a cura di Mario Maffi, ISBN 978-88-04-64116-2.
- Pearl S. Buck, Vento dell'est, vento dell'ovest. Saga di una famiglia cinese, a cura di Margherita Carbonaro, ISBN 978-88-04-64119-3.
- Alexandre Dumas padre, La sfinge rossa, a cura di R. Portocala, traduzione di G. Mezzanotte. Introduzione di Mariolina Bongiovanni Bertini, ISBN 978-88-04-64120-9.
- Émile Zola, L'Assomoir, a cura di Pierluigi Pellini, ISBN 978-88-04-64123-0.
- Heinrich Mann, Il professor Unrat. L'angelo azzurro, a cura di Giulio Schiavoni. Postfazione di Antonino Ferro, ISBN 978-88-04-63917-6.
- Pamela Moore, Cioccolata a colazione, con una Nota di Anna Banti. Traduzione di F. Mastruzzo. Postfazione di Elisabetta Rasy, ISBN 978-88-04-64122-3.

2015
- Antoine de Saint-Exupéry, Il Piccolo Principe con i disegni dell'autore, pagine del manoscritto, fotografie e Lettera a un ostaggio, a cura di L. Carra. Scritti di Pamela Lyndon Travers, Adrienne Monnier, Pierre Assouline, Gregory Maguire, ISBN 978-88-04-64869-7.
- Theodor Fontane, Lo Stechlin, a cura di Giuliano Baioni. Traduzione di Silvia Bortoli, ISBN 978-88-04-65095-9.
- Giuseppe Ungaretti, Da una lastra di deserto. Lettere dal fronte a Gherardo Marone, Nuova edizione a cura di F. Bernardini Napoletano, ISBN 978-88-04-65352-3.
- Ford Madox Ford, Il buon soldato. Un racconto di passione, Introduzione di Enrico Terrinoni. Traduzione di Andrea Binelli, ISBN 978-88-04-64731-7.